# Новогодняя ночь на Первом канале
«Новогодняя ночь на Первом канале» — российская музыкально-развлекательная телепрограмма, выходящая ежегодно на «Первом канале» в ночь с 31 декабря на 1 января. Повторяется на Старый Новый год, на Рождество (в 2018 и 2021 годах — 8 января), или позже (например, в 2010 году — 16 января, в 2014 — тремя частями 17, 24 и 31 января, в 2016 — 17 января).

## История
С 1995 по 1997 и в 2000 году программу новогодней ночи составляли мюзиклы «Старые песни о главном». Авторами и продюсерами цикла были Константин Эрнст и Леонид Парфёнов. Каждый выпуск представлял собой отдельную историю, происходящую в отдельную эпоху в отечественной истории. Из-за постоянного повторения одних и тех же участников цикл начал подвергаться критике в прессе и с 2001 года был прекращён, хотя многие последующие новогодние программы «Первого канала» были созданы под значительным влиянием «Старых песен о главном».
На протяжении 2002—2007 годов программа «Новогодняя ночь» состояла из двух частей. Первая часть — «Проводы Старого года с Максимом Галкиным» (начиналась до трансляции новогоднего телеобращения Президента Российской Федерации Владимира Путина), в которой принимали участие многие известные ведущие «Первого канала» тех лет. Вторая часть состояла из музыкальных и юмористических номеров. Название программы — «Новогодняя ночь-200Х на Первом» с приставкой всех четырёх чисел года.
31 декабря 2005 года и 31 декабря 2006 года вместо новогоднего огонька в традиционной форме после обращения Президента были показаны мюзиклы, выдержанные в стиле «Старых песен о главном» — «Первый скорый» и «Первый дома» соответственно. Главные роли в них исполнили Иван Ургант и Николай Фоменко.
Новогодний мюзикл, вышедший в эфир 31 декабря 2007 года после обращения Президента, был снят в жанре комедийного детектива. «Новогодняя ночь-2009», также вышедшая после полуночи, была подготовлена командой юмористического шоу «Прожекторперисхилтон». В обоих программах исполнялись преимущественно русскоязычные каверы известных иностранных композиций.
С 31 декабря 2009 по 31 декабря 2011 года программа представляла собой микс («Оливье-шоу») из нескольких популярных программ «Первого канала» — «Две звезды», «Большая разница», «Мульт личности», «Yesterday Live», «Прожекторперисхилтон», музыкальных и юмористических номеров. Ведущие — Иван Ургант, Александр Цекало, Гарик Мартиросян, Сергей Светлаков, Андрей Малахов, Валдис Пельш, Виктор Васильев, Дмитрий Шепелев и др. Отныне шоу снова снимается на киностудии «Мосфильм» с участием массовки и начинается за несколько часов до наступления Нового года.
Программа от 31 декабря 2012 года вновь называется «Новогодняя ночь на Первом-2013» и состоит из двух частей: «Проводы старого года» и «Новогодняя ночь на Первом», без вставки других программ, кроме «Мульт личности». В последний день уходящего года она вышла в эфир в формате телевидения высокой чёткости — HD.
«Новогодняя ночь-2016» представляла собой микс номеров, снятых в студиях программ «Голос», «Точь-в-точь», «Вечерний Ургант», «Пусть говорят» и других, а также на Красной площади, катке на ВДНХ и в ГУМе.
«Новогодняя ночь-2017» вызвала резкую критику в Интернете. Константин Эрнст заявил, что, с одной стороны, программа предназначена больше для возрастной аудитории (старше 45 лет), но, с другой, он анонсировал голосование за потенциальных участников новогодней ночи на сайте «Одноклассники», и в октябре 2017 года голосование было запущено. По итогам голосования места в десятке лидеров зрительского внимания заняли Григорий Лепс, Ани Лорак, Наргиз Закирова, Полина Гагарина, группы «Artik & Asti» и «Ленинград», Alekseev, группа «Руки Вверх!», Светлана Лобода и Алла Пугачёва.
В проекте «Новогодняя ночь-2018» все номера снимались не в студии, а на московских улицах, в парках, на площадях — в самых знаковых и узнаваемых местах российской столицы. Съёмочные площадки устроили в парках «Музеон» и «Зарядье», на площади перед Большим театром и на Манежной площади, на главном российском катке, устроенном по традиции на Красной площади, и даже на прогулочном теплоходе, плывущем по Москве-реке. По сюжету, из телевизионного центра «Останкино» выезжает большой двухэтажный туристический автобус с Дмитрием Нагиевым, Иваном Ургантом и Аллой Михеевой. Он объезжает все съёмочные площадки и делает остановки там, где выступают артисты. За рулём автобуса — Гарик Сукачёв. Аналогичная практика была применена и при съёмке музыкальных номеров «Новогодней ночи» к 2019 и 2020 годам.
«Новогодняя ночь-2021» состояла из двух частей. Первая часть под названием «Новогодний маскарад» включала в себя перевоплощения в известных артистов, а также музыкальные номера с популярными в 2020 году песнями. Съёмки музыкальных номеров проходили в студии проекта «Точь-в-точь» с ограниченным числом зрителей, с соблюдением эпидемиологических требований, связанных с пандемией коронавируса. Вторая часть, «Лучшее за 25 лет», представляла выступления, которые были в предыдущих выпусках «Новогодней ночи» с 1996 по 2020 год (за исключением 2002, 2010 и 2013 годов).
«Новогодние ночи» 2022—2024 годов проходили с приставкой «X лет спустя» — в программе звучали песни, которые были выпущены и популярны в разные десятилетия: в 90-е (30 лет спустя), 2000-е (20 лет спустя), 2010-е и 2020-е годы (10 лет спустя). Некоторые композиции 2000-х годов в шоу «20 лет спустя» исполняли «аватары» — цифровые персонажи из проекта «Фантастика» (в студийных декорациях проекта с этого момента и снимается новогоднее шоу). В шоу «10 лет спустя» специальные номера представляли участники вокальных шоу канала («Голос», «Голос. Дети», «Голос. 60+»).
«Новогодняя ночь-2025» проходила с приставкой «30 лет вместе» и была посвящена юбилею «Первого канала». Шоу представляло подборку музыкальных номеров из предыдущих программ, не считая квадрологии «Старые песни о главном», «Оливье-шоу 2010», «Ночи-2015» и «Новогоднего маскарада» (в 2020 году, к 25-летию канала, вторая часть «Ночи» выходила в таком же формате). Помимо архивных номеров, были представлены и оригинальные музыкальные номера с популярными песнями уходящего 2024 года. Данное шоу побило рекорд по продолжительности (оно шло 9 часов), а также количеству музыкальных номеров (140) и ведущих (26).

## Старые песни о главном — 1996
Перед показом мюзикла несколько артистов и ведущих ОРТ (Александр Масляков, Дмитрий Дибров, Игорь Угольников, Николай Фоменко, Алёна Свиридова, Аркадий Арканов, Владимир Ворошилов, Леонид Якубович) прокомментировали поздравление Бориса Ельцина и поздравили зрителей с Новым годом. Далее Константин Эрнст и Арина Шарапова представили «Старые песни о главном».

## Новогодняя ночь на ОРТ — 1999
Ведущие: Владимир Познер, Екатерина Андреева, Лолита Милявская и Александр Цекало.
1. Ванесса Мэй — Storm
2. Филипп Киркоров — Салма
3. Лариса Долина — Hey (Nah Neh Nah)
4. Александр Розенбаум — Ау
5. Baba Yaga — Back in USSR
6. Маша и Медведи — Любочка
7. Муслим Магомаев — My Way
8. Наташа Королёва — Позвони мне, позвони…
9. Леонид Агутин — Susanna
10. Машина времени — Не стоит прогибаться под изменчивый мир
11. Сплин — The House of the Rising Sun
12. Менты — Позови меня с собой
13. Гарик Сукачёв — Tombe la neige
14. Мумий Тролль — С Новым годом, крошка
15. Алёна Свиридова и Максим Леонидов — Dance Me
16. Белый Орёл — Потому что нельзя быть красивой такой
17. Кристина Орбакайте — Hasta siempre, Comandante
18. Несчастный случай — Если б не было тебя
19. Vacuum — I Breathe
20. Филипп Киркоров (танец)
21. Любэ — In The Army Now
22. Лайма Вайкуле — Чао, бамбино, сорри
23. Вопли Видоплясова — Весна
24. Sweetbox — Everything's Gonna Be Alright
25. Ляпис Трубецкой — Зеленоглазое такси
26. Валерия — My All
27. Воскресение — Hotel California
28. Геннадий Хазанов
29. Юлия Началова — Tomorrow Never Dies[44]
30. Кабаре-дуэт «Академия» — Буду ждать тебя (из кинофильма «Шербургские зонтики»)[44]
31. Владимир Кузьмин — Abracadabra
32. Лолита, Валерия, Николай Расторгуев, Леонид Агутин — Happy New Year

## Новогодняя ночь на ОРТ — 2000
Ведущие: Александр Масляков, Юрий Николаев, Леонид Якубович и Валдис Пельш.
1. Лев Лещенко, Валерия — До свиданья, Москва
2. Hi-Fi — Беспризорник
3. София Ротару — Червона рута
4. Таисия Повалий — Сладкий грех[46]
5. Андрей Губин — Зима-холода
6. Машина Времени — Новый поворот
7. Людмила Зыкина, Татьяна Буланова — Нежность
8. Любэ — Солдат
9. Анжелика Варум — Ля-ля-фа
10. Юрий Антонов, Михей Джуманджи — Дорога к морю
11. Земфира — Ромашки
12. Владимир Кузьмин — Симона
13. Песняры — Вологда, Берёзовый сок
14. Ефим Шифрин — Алло, Люся
15. Валерий Леонтьев — Зелёный свет
16. Иванушки International — Тополиный пух
17. Борис Гребенщиков — Город золотой
18. Олег Газманов, Родион Газманов — Люси
19. Агата Кристи — Как на войне
20. Лайма Вайкуле — Я за тебя молюсь
21. Дмитрий Маликов — До завтра
22. Иосиф Кобзон — Песня о далёкой Родине
23. Чайф — Аргентина — Ямайка 5:0
24. Гарик Сукачёв — Ольга
25. Жанна Агузарова — Верю я
26. Леонид Агутин — Пароход
27. Наташа Королёва, Игорь Николаев — Дельфин и русалка
28. Михаил Евдокимов
29. Владимир Пресняков (младший) — Стюардесса по имени Жанна
30. Сплин — Орбит без сахара
31. Константин Никольский — Музыкант
32. Тамара Миансарова, Валерий Сюткин — Чёрный кот
33. Александр Малинин — Поручик Голицын
34. Несчастный случай — Что ты имела в виду
35. Лариса Долина — Yesterday
36. Александр Розенбаум — Глухари
37. Океан Эльзы — Там, де нас нема
38. Михаил Грушевский
39. Валерий Меладзе — Не тревожь мне душу, скрипка
40. Вопли Водоплясова — День народження
41. Алёна Свиридова — Розовый фламинго
42. Алиса — Всё в наших руках

## Новогодняя ночь на ОРТ — 2002
Ведущие: Валдис Пельш, Максим Галкин, Дмитрий Дибров, Мария Киселёва, Жанна Агалакова.
Слова некоторых песен были изменены на юмористические версии.
1. Иванушки International и Блестящие — Расскажи, Снегурочка
2. Максим Галкин — Я поднимаюсь над Землёй
3. Валерий Меладзе и Сосо Павлиашвили — Чито-гврито
4. Алсу и Лев Лещенко — Снег кружится
5. Лайма Вайкуле и Валдис Пельш — Пять часов
6. Леонид Агутин и Анжелика Варум — Хоп, хэй, ла-ла-лэй
7. София Ротару — Жизнь моя, моя любовь
8. Олег Газманов и «Золотое кольцо» — Выйду на улицу
9. Марина Голуб — Частушки
10. Любэ — Прорвёмся
11. Андрей Данилко — Милиционер
12. Валерий Леонтьев — Каждый хочет…
13. Алексей Глызин и Александр Буйнов — Не волнуйтесь, тётя
14. Лариса Долина — Погода в доме
15. Ефим Шифрин — Колледж
16. Лайма Вайкуле — Кухарка
17. Михаил Боярский и «Премьер-министр» — Песенка мушкетёров
18. Кристина Орбакайте — Рио-де-Жанейро
19. Юрий Антонов — Берегите женщин
20. Евгений Петросян — Мелкие смешнульки
21. Валерия — Синий иней
22. Олег Газманов — Детство моё
23. Михаил Леонтьев и дуэт СВЕИГО (Светлана Дягилева и Игорь Онищенко) — Цирковые фокусы[47]
24. Валерий Леонтьев — Роза Каира
25. Михаил Евдокимов — Про новый год
26. Дмитрий Дибров — Ром и Пепси-Кола
27. Виктор Гусев и Олег Комаров — Спортивные новости с сурдопереводом
28. Ян Арлазоров — Песня о Новом годе
29. Hi-Fi — Не дано (remix)
30. Все звёзды — Новый год

## Новогодняя ночь на Первом — 2003
Ведущие: Екатерина Андреева, Яна Чурикова, Валдис Пельш, Максим Галкин.
Слова некоторых песен были изменены на юмористические версии.
1. Все звёзды — С Новым годом, с новым счастьем!
2. Иосиф Кобзон, Михаил Боярский, Валерий Меладзе — Песня Деда Мороза (Belle)
3. Олег Газманов и «Фабрика звёзд» — Белый снег
4. Иванушки International и Николай Расторгуев — Чукча в Бразилии
5. Валдис Пельш, Максим Галкин, Игорь Крутой — Новогодние частушки
6. Вячеслав Добрынин, Лев Лещенко, Николай Гнатюк, Александр Буйнов — Дедушка с Севера (на подпевке: Блестящие)
7. Лариса Долина, Шамиль Тарпищев, Валерий Газзаев и Вячеслав Фетисов — Итоги в спорте
8. Николай Расторгуев и актёры т/с «Спецназ» (Владислав Галкин, Владимир Турчинский, Алексей Кравченко, Игорь Лифанов) — Давай за!
9. Лайма Вайкуле — Лёгкой джазовой походкой
10. Валерий Леонтьев — Мне хорошо с тобой
11. Андрей Макаревич, Михаил Боярский, Николай Расторгуев — Попурри из песен «Beatles»
12. Евгений Петросян и Елена Степаненко — Диалог внучки и деда
13. Игорь Николаев — Миллион красивых женщин
14. Патрисия Каас — Попурри
15. Клара Новикова — Монолог снегурочки
16. Валерий Меладзе — Спрячем слёзы от посторонних
17. «Премьер-министр» и Надежда Кадышева — Плачет дождик
18. Наташа Королёва и Тарзан — Веришь или нет
19. Лолита — Я люблю себя
20. Александр Буйнов и Кристина Орбакайте — I love you
21. Витас — Песня гадалки
22. Татьяна Буланова — Да это нет (комментирует Ян Арлазоров)
23. Телеведущие «Первого» — Круто ты попал на TV
24. Игорь Крутой — Песнь о друге
25. Валерий Леонтьев — Шери
26. Ефим Шифрин — Утро Нового года
27. Александр Малинин — Дорогой длинною
28. Леонид Агутин и Анжелика Варум — Февраль
29. Лев Дуров — Новогодняя байка из жизни Никиты Хрущёва
30. Лев Лещенко — Чары колдовские
31. Наталия Ветлицкая — Половинки
32. Михаил Светин — Весёлая история из жизни артистов
33. Hi-Fi — А мы любили
34. Патрисия Каас — If you go away
35. Анатолий Равикович — Новогодняя театральная байка
36. «Машина времени» — Три окна
37. Алсу — Зимний сон
38. Алексей Булдаков — Весёлая история из жизни артистов
39. Александр Панкратов-Чёрный — Новогодние анекдоты
40. «Гости из будущего» — Метко
41. Лариса Долина и актёры мюзикла «Норд-Ост» — Круговорот жизни (из спектакля «Король Лев»)
42. Егор Дружинин — Степ — данс

## Новогодняя ночь на Первом — 2004
Ведущие: Андрей Малахов, Валдис Пельш, Николай Дроздов, Максим Галкин.
Слова некоторых песен были изменены на юмористические версии.
1. Все звёзды — Новогодняя
2. Верка Сердючка — Хорошо
3. Валдис Пельш, Андрей Малахов, Николай Дроздов, Максим Галкин — Новогодние частушки
4. Алла Пугачёва — Снег падает на всех
5. Валерий Меладзе, Михаил Боярский, Иосиф Кобзон — Sex Bomb
6. Новые русские бабки — Скажи-ка, милая
7. София Ротару — Белая зима
8. Алла Пугачёва и Максим Галкин — Кафешка
9. Филипп Киркоров, Анастасия Стоцкая — Снегурочка
10. Поздравление братьев Кличко — Если у вас нет собаки
11. Лев Лещенко, Аркадий Укупник, Николай Гнатюк, Блестящие — Небо
12. Сергей Безруков, Николай Расторгуев — Берёзы
13. Владимир Жириновский, Отпетые мошенники — Обратите внимание
14. Игорь Крутой, Раймонд Паулс, Лайма Вайкуле — О чём играет пианист
15. Спортивные новости — Виктор Гусев, футболисты сборной России (Вадим Евсеев, Александр Мостовой, Владислав Радимов, Игорь Семшов), Катя Лель
16. Алла Пугачёва — Хочется
17. Олег Газманов — Дорогие
18. Лариса Долина — Не понял
19. Новые русские бабки — Музыкальные пародии
20. Фабрика — Алло
21. Филипп Киркоров — Радиобэйби
22. Лолита Милявская, Юрий Гальцев — Старичок
23. Валерия — Часики
24. Александр Буйнов — Метель
25. Кристина Орбакайте — Перелётная птица
26. Александр Малинин, Никита Малинин — Что с тобой делить
27. Блестящие — Новогодняя песня
28. Валерий Меладзе — Осколки лета
29. Маша Распутина, Филипп Киркоров — Джалма
30. Алла Пугачёва — И исчезнет грусть
31. Валерий Леонтьев — Королева Шантеклера
32. ВИА Гра — Немного за тридцать
33. Леонид Агутин, Отпетые мошенники — Граница
34. Наталия Ветлицкая — Изучай меня по картам
35. Дискотека Авария — Снегурочка
36. Татьяна Овсиенко и артисты мюзикла «12 стульев» — Ход конём
37. Секрет — Ничего не исчезает
38. Премьер-Министр — Ниточка-Любовь
39. Глюк’oZa — Невеста
40. Витас, Николай Гнатюк — Птица счастья
41. Hi-Fi — Седьмой лепесток
42. Маша Ржевская — Когда я стану кошкой
43. Иванушки International — Я спросил у ясеня
44. Анастасия Стоцкая — Нам не жить друг без друга
45. Лев Лещенко и Марина Лях — Зимние костры
46. Маша Распутина — Синяя птица
47. Валерий Меладзе и ВИА Гра — Океан и три реки
48. Жасмин, Игорь Николаев — Здравствуй
49. Корни — Ты узнаешь её
50. Наташа Королёва, Тарзан — Не забуду
51. Фабрика звёзд-3 — Снегом белым

## Новогодняя ночь на Первом — 2005
Ведущие: Николай Фоменко, Валдис Пельш, Андрей Малахов, Леонид Якубович, Юрий Гальцев.
Слова некоторых песен были изменены на юмористические версии.
1. Общая песня
2. Валерий Леонтьев, Жанна Фриске — Короли ночной Вероны
3. Верка Сердючка — Ёлки
4. Михаил Боярский, Сосо Павлиашвили, Иосиф Кобзон — Новый год по-… (Livin' la Vida Loca)
5. Алла Пугачёва, Максим Галкин — Холодно
6. Любэ — От Волги до Енисея
7. Глюк’oZa, Евгений Плющенко — Ой-ой
8. София Ротару — Новый год (На часах без пятнадцати любовь)
9. Наташа Королёва, Ефим Шифрин — Всё, что меня касается
10. Серёга — Чёрный Бумер (на подпевке: Бьянка)
11. Надежда Кадышева и Золотое кольцо — Всё уже когда-то было
12. Иванушки International, Фабрики звёзд — Атас
13. Валерия, Стас Пьеха — Ты грустишь
14. Премьер-Министр — Ая-яй (Мне бы не было печали)
15. Иосиф Кобзон — Тучи в голубом
16. Лариса Долина — Танцы на китайской стене
17. Валдис Пельш, Андрей Малахов, Николай Фоменко, Юрий Гальцев — Новогодние частушки
18. Стас Пьеха, Сергей Боярский, Никита Малинин, Родион Газманов, Илона Броневицкая, Михаил Боярский, Александр Малинин и Олег Газманов — Rock Around the Clock
19. Верка Сердючка — Тук-тук-тук
20. Чай вдвоём — А ты всё ждёшь меня домой
21. Глюк’oZa — Снег идёт
22. Николай Фоменко, Юрий Гальцев, Левон Оганезов — Танец с подносами
23. Лолита — Самолёт
24. А’Студио и Анастасия Стоцкая — Ночь-подруга
25. Фабрика звёзд — Волшебник-недоучка (кавер-версия)
26. Людмила Гурченко, Аркадий Укупник — В клеточку пиджак
27. Олег Газманов — Я летаю с девушкой моей
28. Блестящие — Пальмы парами
29. Корни — С Новым годом, люди!
30. Анжелика Варум — О, Варум
31. Леонид Агутин & Al Di Meola — Tango
32. Лайма Вайкуле — на мелодию Парадиз
33. Надежда Бабкина — Не пошёл бы ты на ёлочку гулять
34. Валерий Леонтьев — Ягодка
35. Маша Распутина — Ты подарил мне
36. Александр Малинин — Давай попробуем вернуть
37. Витас — Не везёт
38. Кристина Орбакайте — День рождения
39. Машина времени — По дороге домой
40. Лев Лещенко — Прилетай
41. Фабрика — Рыбка
42. Александр Буйнов — Все дела
43. Александр Розенбаум — Облако в небе
44. Тутси — Самый-самый
45. Николай Расторгуев, Николай Фоменко, Сергей Мазаев — Ясный сокол
46. Кука — По маленькой
47. Чай вдвоём — День рождения
48. Анита Цой — Ла-ла-лэй
49. Профессор Лебединский, Русский размер, Дмитрий Нагиев — Я её хой!
50. Екатерина Гусева — «Про медведей» (С.Кристовский)
51. Корни — С днём рождения, Вика
52. Перцы — Марина

## «Первый скорый» и «7-е небо» — 2006
В новогоднюю ночь 2006 года телеканал показал мюзикл «Первый скорый» и сразу после него новогоднее шоу «7-е небо», снятое в ресторане «Седьмое небо».
Часть 1: Первый скорый
В главных ролях: Николай Фоменко, Иван Ургант.
1. Все звёзды — Колёса бешено стучат (Paco Paco — Taka-takata)
2. Максим Галкин — Пробили часы, замер наш экспресс (пародии) (Gloria Gaynor — I Will Survive)
3. София Ротару — Звенит январская вьюга
4. Сосо Павлиашвили — Bésame Mucho
5. «Фабрика» — Гадалка
6. Филипп Киркоров — Выглядишь на сто (Puttin' on the Ritz)
7. Глюкоза — Юра
8. Гарик Сукачёв — Страдания (на мотив из х/ф «Девушка без адреса»)
9. Людмила Гурченко — Жду
10. «Иванушки International» — Три белых коня
11. Валерия — Мамбо Италияно
12. Леонид Агутин — Постой, паровоз
13. Лариса Долина — Джаз (Chattanooga Choo Choo)
14. Андрей Данилко и Верка Сердючка — Танго (La Cumparsita)
15. Михаил Боярский и Ирина Алфёрова — Несостоявшийся роман (на мотив из х/ф «Осенний марафон»)
16. Николай Фоменко и Иван Ургант — Ай-яй-яй-яй (Антонио Бандерас и Los Lobos — Canción Del Mariachi)
17. Анжелика Варум — Будь со мной (Sway)
18. Дмитрий Певцов — Купидон
19. Лолита — Я всё сама (In-Grid — Tu es foutu)
20. Дима Билан — С Новым годом тебя! (Поздравляю!)
21. Анастасия Стоцкая и Дмитрий Дюжев — О себе, о тебе (You Never Can Tell)
22. «Любэ» — Думы окаянные
23. «Чай вдвоём» — Новый год (Би Джей Томас — Raindrops Keep Fallin' on My Head)

Часть 2: 7-е небо
Ведущие: Лолита Милявская, Андрей Малахов.
1. Лариса Долина и «Непоседы» — Новогодняя песня
2. Верка Сердючка — Мы фестивалим
3. Валерий Меладзе — Салют, Вера!
4. Надежда Бабкина и ансамбль «Русская песня» — Снег, снежок
5. «Чай вдвоём» — 24 часа
6. София Ротару — Я ж его любила
7. Иосиф Кобзон — Колокольчики во ржи
8. Юрий Гальцев и Геннадий Ветров — Новогодний кроссворд
9. «Фабрика» — Не виноватая я
10. Дима Билан — Я тебя помню
11. Валерия — Ключики
12. Глюкоза — Снег идёт
13. Геннадий Хазанов — Хазанову, до востребования
14. Александр Розенбаум — Зима
15. Лолита — Пошлю его на…
16. «КГБ» и «Тутси» — Горький шоколад
17. Варвара — Летала да пела
18. Сборная КВН РУДН — Деды Морозы разных стран
19. Валерий Леонтьев — Яхта белая
20. Лариса Долина — 240 раз
21. Джанго — Была не была
22. Александр Буйнов — Где-то далеко
23. Ефим Шифрин — Римский разврат
24. In-Grid — Mama Mia
25. Серёга, Макс Лоренс и Сацура — Возле дома твоего
26. «Блестящие» и Arash — Восточные сказки
27. Филипп Киркоров — Я эту жизнь тебе отдам
28. «Корни» — С Новым годом, люди!
29. Все участники — Финальная песня

## Новогодняя ночь на Первом — 2008
В главных ролях: Сергей Лазарев, Артём Михалков, Ксения Белая, Дмитрий Нагиев, Жанна Фриске, Гарик Харламов, Вера Брежнева, Александр Цекало.
1. Сергей Лазарев — Любви навстречу (Erasure — Love to Hate You)
2. Николай Расторгуев — Москвички
3. София Ротару — Лесной олень (оригинальный исполнитель — Аида Ведищева)
4. Иван Ургант и Гарик Мартиросян — Давай пойдём (оригинальный исполнитель — Жанна Фриске)
5. Алла Пугачёва — Гуд-бай
6. Леонид Агутин — Каким бы я ни казался (Адриано Челентано — Azzurro)
7. Кристина Орбакайте — Шаг (In-Grid — In-Tango)
8. Фабрика Звёзд-7 — В Новом Году (Village People — Y.M.C.A.)
9. Михаил Боярский и Людмила Гурченко — Сон воспоминаний (The Windmills of Your Mind)
10. Лариса Долина — Меня обидел ты (Tico-Tico no Fubá)
11. Максим Галкин — Лучшая песня (Serebro — Song #1)
12. Сергей Лазарев — Представь себе (песня из фильма «Чародеи»)
13. Александр Цекало и Вера Брежнева — Фокстрот (Бай мир бисту шейн/В Кейптаунском порту)
14. Анжелика Варум — Сон (Matia Bazar — Vacanze Romane)
15. Группа «Корни» — В краю магнолий (оригинальный исполнитель — Ариэль)
16. Филипп Киркоров — Бай бай, бэйби (Brotherhood of Man — Save Your Kisses for Me)
17. Виктория Дайнеко и Алексей Ягудин — Я и ты (Bee Gees — How Deep Is Your Love)
18. Гарик Сукачёв — Одесский порт (оригинальный исполнитель — Леонид Утёсов)
19. Дмитрий Колдун — Формула счастья (Santa Esmeralda — Another Cha Cha)
20. Алла Пугачёва и Кристина Орбакайте — Опять метель (песня из фильма «Ирония судьбы. Продолжение»)
21. Валерий Меладзе — На маскараде (Шер — Strong Enough)
22. Фабрика — Mon amour (оригинальный исполнитель — Джиджи Д'Алессио)
23. Артём Михалков — Я шагаю по Москве (отрывок)
24. Дмитрий Нагиев и Жанна Фриске — Звуки самбы (Mas Que Nada)
25. Группа «Чай вдвоём», Сергей Лазарев, Артём Михалков и Ксения Белая — Мечты (Earth, Wind & Fire — Fantasy)

## Новогодняя ночь на Первом — 2009
Ведущие: Александр Цекало, Сергей Светлаков, Иван Ургант и Гарик Мартиросян.
1. Александр Цекало, Сергей Светлаков, Иван Ургант и Гарик Мартиросян — Новогодняя ночь (Ace of Base — Beautiful Life)
2. София Ротару — Пусть всё будет (Eruption — One Way Ticket)
3. Валерий и Константин Меладзе — Серенада (Хулио Иглесиас — Historia de un Amor)
4. Кристина Орбакайте — Ты вернёшься (Джери Халлиуэлл — Calling[англ.])
5. Виктория Дайнеко и Гарик Харламов — Драма (Destiny's Child — Survivor)
6. Юрий Антонов — Я вспоминаю
7. ВИА Гра — Мечтай, мечтай (Дорис Дэй — Perhaps, Perhaps, Perhaps)
8. Леонид Агутин — Воюй, не воюй (Джо Дассен — A toi)
9. Фабрика — Кабы не было зимы (оригинальный исполнитель — Валентина Толкунова)
10. Потап, Настя Каменских, Вера Брежнева и Борис Моисеев — Новый год ждёт (Boney M — Gotta Go Home)
11. Жанна Фриске — Американец (Адриано Челентано — Tu vuò fa l’americano)
12. Дмитрий Нагиев — Всё сбудется (Паоло Конте — Via Con Me)
13. Анна Семенович и Александр Жулин — I Saw You Dancing (Yaki-Da — I Saw You Dancing)
14. Александр Ревва — Чёрные подковы (оригинальный исполнитель — Роберт Мушкамбарян)
15. Анжелика Варум — Я лечу (Moloko — Sing It Back)
16. Сергей Лазарев — Мой мир (A-ha — Take On Me)
17. Людмила Гурченко — Danke Schoen (Берт Кемпферт — Danke Schoen[англ.])
18. Корни — Снегурочка (Pupo — Burattino Telecomandato)
19. Александр Цекало, Сергей Светлаков, Иван Ургант и Гарик Мартиросян — Песня про Новый Год (Элтон Джон & Blue — Sorry Seems to Be the Hardest Word[англ.])
20. Лариса Долина — Просто (Донна Саммер — Hot Stuff)
21. БиС — Goodbye (Savage — Goodbye)
22. Филипп Киркоров — Kalimba De Luna (Тони Эспозито — Kalimba de Luna)
23. Анастасия Приходько — Арлекино (оригинальный исполнитель — Алла Пугачёва)
24. Эдита Пьеха — Un soir de pluie (Blues Trottoir — Un soir de pluie)
25. Марк Тишман — Счастье (Хулио Иглесиас — Pobre diablo)
26. Все звёзды — Волшебство (Фрэнк Синатра — Let It Snow! Let It Snow! Let It Snow!)

## Оливье-шоу — 2010
Ведущие: Александр Цекало, Сергей Светлаков, Гарик Мартиросян, Иван Ургант, Дмитрий Шепелев, Павел Воля, Юрий Николаев, Вадим Галыгин, Нонна Гришаева, Александр Олешко, Дмитрий Нагиев. В качестве специальных гостей были приглашены на программу Наоми Кэмпбелл и Владислав Доронин.
Слова отечественных песен были изменены на юмористические версии.
1. Вадим Галыгин — Песня повара
2. Юрий Николаев и Дмитрий Шепелев — Тебя просил я
3. Демис Руссос — From souvenirs to souvenirs
4. Как снимались первые «Новогодние огоньки»
5. «Большая разница» — Голубой огонёк на телеканале «Россия» — пародия на Николая Баскова, Максима Галкина, Новых русских бабок, Илью Олейникова, Юрия Стоянова, Евгения Петросяна, Елену Степаненко
6. Андрей Рябушинский («Большая разница») — пародия на Аллу Пугачёву — Помню, как в апреле
7. «Мульт личности» — Владимир Познер
8. Альтернативное исполнение песни «Пять минут» для фильма «Карнавальная ночь»
9. Иван Ургант, Александр Цекало, Гарик Мартиросян и Сергей Светлаков — Реклама
10. Дмитрий Нагиев — Здесь вам не Россия
11. «Большая разница» — Лишняя информация с Нонной Небезгришаевой, специальный корреспондент Александр Андрюшко
12. Вадим Галыгин — рассказ о том, как древние славяне праздновали Новый год
13. «Мульт личности» — Николай Басков — Натуральный блондин
14. Фильмы сами говорят за себя, какие из них лучшие
15. «Большая разница» — Огонёк на телеканале СТС — пародия на Михаила Шаца, Татьяну Лазареву, Тину Канделаки, Фёдора Бондарчука, Александра Пушного
16. «Большая разница» — Лишняя информация с Нонной Небезгришаевой, специальный корреспондент Александр Андрюшко
17. Гарик Харламов и Тимур Батрудинов — Казино перед закрытием
18. Goran Bregovic — Gas Gas Gas
19. «Мульт личности» — Александр Лукашенко
20. «Большая разница» — пародия на Надежду Бабкину и её коллектив
21. Дмитрий Колчин — доклад о праздновании Нового года
22. Сергей Бурунов, Игорь Кистол («Большая разница») — пародия на Сергея Безрукова и Дмитрия Дюжева — Я играл
23. Валдис Пельш, Алексей Кортнев — клуб анонимных Дедов Морозов
24. Santa Esmeralda — Don’t Let Me Be Misunderstood
25. «Мульт личности» — Николя Саркози и Карла Бруни
26. «Большая разница» — Лишняя информация с Нонной Небезгришаевой, специальный корреспондент Александр Андрюшко
27. Новогодний детский хор телевидения и радио России — С чем едят и пьют йогурт
28. «Мульт личности» — Барак Обама
29. Константин Кожевников — Пародия на Людмилу Гурченко, Филиппа Киркорова, Эдиту Пьеху, Никиту Михалкова, Бориса Моисеева, Льва Лещенко
30. События 2009 года
31. Taco — Puttin On The Ritz
32. Иван Ургант, Александр Цекало, Гарик Мартиросян и Сергей Светлаков — Реклама
33. Александр Гудков о свежем телевидении
34. «Большая разница» — Лишняя информация с Нонной Небезгришаевой, специальный корреспондент Александр Андрюшко
35. Иван Ургант, Александр Цекало, Гарик Мартиросян и Сергей Светлаков — Этот город
36. «Мульт личности» — Ангела Меркель
37. «Большая разница» — пародия на программу «Что? Где? Когда?»
38. «Большая разница» — Лишняя информация с Нонной Небезгришаевой, специальный корреспондент Александр Андрюшко
39. «Мульт личности» — Андрей Аршавин
40. Ricchi e Poveri — Mamma Maria
41. Иван Ургант, Александр Цекало, Гарик Мартиросян и Сергей Светлаков — Реклама
42. «Большая разница» — телеканал «Спорт» — пародия на Дмитрия Губерниева, Елену Исинбаеву, Динару Сафину, Марию Шарапову, Александра Овечкина, Евгения Малкина, Илью Ковальчука
43. «Большая разница» — Лишняя информация с Нонной Небезгришаевой, специальный корреспондент Александр Андрюшко
44. Иван Ургант, Александр Цекало, Гарик Мартиросян и Сергей Светлаков — Jai Ho
45. Павел Воля — ответы Деда Мороза на письма телезрителей
46. «Мульт личности» — Алла Пугачёва и Максим Галкин — Будь со мной мальчиком

2 часть
1. Группа «Несчастный случай» и Валдис Пельш — С первого и по тринадцатое
2. «Большая разница» — пародия на Филлипа Киркорова — Говоришь, я поп-звезда
3. Новогодний спецназ Снегурочек Comedy Woman
4. «Мульт личности» — Дмитрий Медведев и Владимир Путин — Новогодние частушки
5. «Большая разница» — Лишняя информация с Нонной Небезгришаевой, специальный корреспондент Александр Андрюшко
6. Хор Турецкого — новые саундтреки к известным фильмам
7. «Большая разница» — Лишняя информация с Нонной Небезгришаевой, специальный корреспондент Александр Андрюшко
8. «Мульт личности» — Евгений Петросян и Елена Степаненко
9. Гарик Харламов и Тимур Батрудинов вспоминают, как они отмечали Новый год
10. Виктор Андриенко («Большая разница») — пародия на Юрия Лужкова — Кабы не было зимы
11. Вадим Галыгин и Павел Воля — Новогодние коктейли звёзд
12. События 2010 года
13. Matia Bazar — Vacanze Romane
14. «Мульт личности» — Анастасия Волочкова
15. Руслан Алехно, Марк Тишман, Алексей Воробьёв и группа «Чай вдвоём» — Гимн Новому году
16. Иван Ургант, Александр Цекало, Гарик Мартиросян и Сергей Светлаков — Реклама
17. «Большая разница» — пародия на Юрия Никулина, Георгия Вицина и Евгения Моргунова
18. «Мульт личности» — Сильвио Берлускони — Вчера я поехал

## Оливье-шоу — 2011
Ведущие: Иван Ургант, Александр Цекало, Андрей Малахов, Дмитрий Нагиев.
1. «Большая разница» — пародия на Юрия Антонова — Каналы есть центральные
2. Вадим Галыгин — история «Голубого огонька»
3. Стинг — Every little thing she does is magic
4. «Мульт личности» — Евгений Петросян и Елена Степаненко
5. Александр Маршал и Валерия — Как упоительны в России вечера
6. «Большая разница» — пародия на Григория Лепса — Я не верю в тебя
7. Тамара Гвердцители и Диана Арбенина — Арго
8. «Большая разница» — телемост с Орбитальной Станцией
9. «Большая разница» — пародия на Глюкозу — Гуляй, Россия, и плачь, Европа…
10. Александр Ревва — Бабушка Кузьминична
11. Дмитрий Певцов и Зара — Я тебя никогда не забуду
12. Александр Ревва — Заказ алоэ
13. Пародия на Ирину Муравьёву — Дозвонись, мне дозвонись
14. Иван Ургант и Александр Цекало читают письма Деду Морозу
15. «Yesterday Live» — Денис Привалов — пародия на Адриано Челентано — Не пытайтесь остановить меня
16. Roxette — The Look
17. «Большая разница» — телемост с Орбитальной Станцией
18. Марк Тишман и Ин-Грид — L’Ete Indian
19. «Мульт личности» — Лолита — Помоги мне
20. «Большая разница» — Футбольная пародия «Россия — Бразилия»
21. Лариса Долина и Николай Носков — Три года ты мне снилась
22. «Большая разница» — пародия на Дмитрия Хворостовского — Перепись населения
23. «Большая разница» — пародия на Штирлица (камео: Анна Чапман)
24. «Большая разница» — телемост с Орбитальной Станцией
25. Элтон Джон — Candle in the Wind
26. «Мульт личности» — Борис Грызлов и Сергей Миронов
27. «Большая разница» — пародия на Эдуарда Хиля — Вся семья за столом собирается
28. «Yesterday Live» — новости с Виктором Васильевым
29. Ирина Аллегрова и Александр Буйнов — Сиреневый туман
30. «Большая разница» — пародия на фильмы «Аватар» и «Ирония судьбы, или С лёгким паром!»
31. Нелли и Иосиф Кобзон — А у нас во дворе…
32. «Мульт личности» — Сильвио Берлускони
33. «Большая разница» — пародия на Мэрилин Монро — К столу Новогоднему
34. Юрий Антонов и Игорь Николаев — Море
35. «Большая разница» — пародия на Софию Ротару, Диму Билана, Лайму Вайкуле и Льва Лещенко
36. «Мульт личности» — Ангела Меркель
37. Стинг — Englishman in New York
38. «Большая разница» — Поздравление россиян
39. «Мульт личности» — Елизавета II — Острова Великобритании

2 часть
1. Иван Ургант и Александр Цекало — Новый год!
2. Елена Ваенга и Дмитрий Харатьян — Курю
3. «Мульт личности» — Алла Пугачёва — Песня в лимузине
4. «Большая разница» — пародия на Стаса Михайлова — Всё для тебя
5. Филипп Киркоров и Валентин Юдашкин — Уно моменто
6. «Мульт личности» — Юрий Лужков — Песня мэра
7. Стинг — Fragile
8. «Мульт личности» — Александр Лукашенко — Новогодняя песня
9. Алексей Воробьёв и Татьяна Навка — Не пара
10. «Большая разница» — пародия на Сергея Трофимова — Олимпиада
11. «Мульт личности» — Николя Саркози и Карла Бруни
12. Мюзикл «Notre Dame de Paris» (Франция) — Belle
13. «Мульт личности» — Владимир Путин и Дмитрий Медведев — Частушки
14. Жанна Фриске и Вера Брежнева — Звенит январская вьюга
15. «Большая разница» — пародия на группу «ABBA» — Happy New Year
16. Николай Расторгуев и Михаил Ефремов — Губит людей не пиво
17. Тони Брэкстон — Un-Break My Heart
18. «Мульт личности» — Татьяна Тарасова, Дмитрий Губерниев, Анастасия Волочкова, Евгений Плющенко, Александр Овечкин — Звенит в ушах
19. Валерий Меладзе и Алсу — Ночь накануне Рождества
20. «Мульт личности» — Анатолий Чубайс
21. «Большая разница» — пародия на Тину Тёрнер — Мне 70 лет
22. Вадим Галыгин — Монолог доктора
23. Элтон Джон — Crocodile Rock
24. «Большая разница» — пародия на фильм «Морозко»
25. Юля Волкова и Сергей Лазарев — Нас не догонят
26. Стинг — Russians
27. «Yesterday Live» — новости с Виктором Васильевым
28. Александр Иванов и Екатерина Гусева — Я постелю тебе под ноги небо
29. «Большая разница» — пародия на фильм «Джентльмены удачи» и сериал «Побег»
30. Элтон Джон — Sacrifice
31. Ани Лорак и Гарик Харламов — Venus
32. Roxette — Sleeping in my car
33. Анита Цой и Артур Гаспарян — пародия на Леди Гагу и Элтона Джона — Популярность
34. Стинг — Roxanne
35. Все звёзды — Все календарь

## Оливье-шоу — 2012
Ведущие: Валдис Пельш, Светлана Зейналова, Вера Брежнева, Юлия Зимина, Андрей Малахов, Иван Ургант, Александр Цекало, Виктор Васильев, Дмитрий Шепелев.
1. Все звёзды — Сегодня мы вместе
2. «Фабрика» и «Бурановские бабушки» — Бабушки-старушки
3. «Большая разница» — пародия на программу «Жить здорово!» с Еленой Малышевой
4. Yesterday Live — новости с Виктором Васильевым
5. Надежда Бабкина и ансамбль «Русская песня» — Jingle Bells
6. «Мульт личности» — Карла Бруни и Николя Саркози — Всё хорошо
7. Валдис Пельш и Yesterday Live — Что нам ждать ещё?
8. Yesterday Live — специальные корреспонденты Максим Аникин и Александр Андрюшко
9. Иосиф Кобзон и Тамара Гвердцители — Натали
10. Ирида Хусаинова, Андрей Баринов («Большая разница») — пародия на Потапа и Настю Каменских, Анжелику Варум и Леонида Агутина, Лайму Вайкуле и Валерия Леонтьева
11. Группа «Город 312» — Жёлтый лист осенний
12. «Большая разница» — пародия на фильм «12 месяцев» (Скетч со звездой: Кристина Асмус)
13. «Мульт личности» — Сергей Собянин
14. Лайма Вайкуле — Ney Na Na Na
15. Ерёма Черевко («Большая разница») — Мысли детей о Новом годе
16. Дмитрий Харатьян и Михаил Ефремов — Песня настоящего индейца
17. Yesterday Live — специальные корреспонденты Максим Аникин и Александр Андрюшко
18. «Мульт личности» — королева Елизавета II — Растяни меха, волынка
19. Игорь Кистол («Большая разница») — пародия на Юрия Никулина — А нам всё равно
20. Обращение Леонида Ильича Брежнева
21. Николай Расторгуев и Сергей Трофимов — Струна в душе (из репертуара Czerwone gitary)
22. Yesterday Live — специальные корреспонденты Максим Аникин и Александр Андрюшко
23. «Мульт личности» — Андрей Аршавин
24. «Большая разница» — пародия на Андрея Аршавина, Николая Баскова, Максима Галкина, Аллу Пугачёву, Филиппа Киркорова, Братьев Запашных, Гарри Поттера, Барака Обаму — Забери меня в «Анжи»
25. Группа «Иванушки Int.» — Бродячие артисты
26. «Большая разница» — пародия на Леонида Якубовича, Максима Галкина, Ларису Гузееву, Глеба Пьяных, Дмитрия Медведева
27. Yesterday Live — специальные корреспонденты Максим Аникин и Александр Андрюшко
28. Дискотека «Авария», Вячеслав Добрынин и Лев Лещенко — Прощай
29. Юрий Антонов — Зеркало (в номере также участвуют Анна Снаткина, Наталья Рудова и Мария Кожевникова)
30. «Мульт личности» — Сильвио Берлускони — Нет, я не плачу
31. Ricchi e Poveri, Александр Буйнов, Александр Малинин и Лариса Долина — Mamma Maria

2 часть
1. Сергей Лазарев и «Виа Гра» — Звенит январская вьюга
2. «Мульт личности» — Филипп Киркоров
3. Дима Билан, Филипп Киркоров и Валентин Юдашкин — Blue Canary
4. Ёлка и Игорь Верник — Прованс
5. Григорий Лепс и Александр Розенбаум — Заходите к нам на огонёк
6. Ирина Аллегрова и Лолита — Рюмка водки на столе
7. Yesterday Live — специальные корреспонденты Максим Аникин и Александр Андрюшко
8. Юрий Антонов и Нюша — Я вспоминаю
9. Елена Ваенга — Я тебя поцеловала
10. Стас Михайлов — Очарована, околдована
11. «Мульт личности» — Ксения Собчак, Анастасия Волочкова и Наоми Кэмпбелл — Доронин
12. Анастасия Заворотнюк и Yesterday Live — Ну, началось
13. Группы «Любэ», «Фабрика» и «Мобильные блондинки» — Дуся-агрегат
14. Yesterday Live — специальные корреспонденты Максим Аникин и Александр Андрюшко
15. «Мульт личности» — Алла Пугачёва
16. София Ротару — Небеса обетованные
17. Виа Гра и Константин Меладзе — In The Heat of Disco Night
18. «Большая разница» — пародия на Александра Гордона
19. Валерий и Константин Меладзе — Опять метель
20. Yesterday Live — прогноз на 2012 год от Виктора Васильева
21. Группа «Серебро» — Мама Люба
22. Дмитрий Нагиев и Yesterday Live — Чтоб сделать вам ШОУ
23. «Мульт личности» — Ангела Меркель — Не принёс ушедший год
24. Стас Пьеха и Илона Броневицкая — Моя бабушка курит трубку
25. Мария Зыкова («Большая разница») — пародия на Веру Брежневу — Лицо спасёт мир
26. Вера Брежнева, Денис Майданов, Руслан Алехно и Елена Кулецкая — В армию на спецзадание
27. Наталья Подольская и Полина Гагарина — Fever
28. Алексей Воробьёв и Виктория Дайнеко — В последний раз
29. «Большая разница» — пародия на Леру Кудрявцеву и Сергея Лазарева — Нет, lazerboy, погоди
30. Yesterday Live — специальные корреспонденты Максим Аникин и Александр Андрюшко
31. Группа «Чай вдвоём» — Новогодняя Hafanana
32. «Большая разница» — пародия на российскую полицию
33. Yesterday Live — пародия на новогоднюю рекламу
34. Леонид Агутин, Александр Иванов и Владимир Пресняков — Have You Ever Seen the Rain
35. «Большая разница» — пародия на фильм «2012»
36. Жанна Фриске — Far L’Amore
37. Yesterday Live — специальные корреспонденты Максим Аникин и Александр Андрюшко
38. Александр Ревва — Я не умею танцевать
39. «Мульт личности» — Барак Обама и Хиллари Клинтон — Бокал
40. Виктория Дайнеко и группа «Корни» — Многоточие по Москве

## Новогодняя ночь на Первом — 2013
Ведущие: Дмитрий Нагиев, Лариса Гузеева, Иван Ургант, Алла Михеева, Анастасия Заворотнюк, Александр Олешко, Нонна Гришаева, Андрей Малахов.
Слова некоторых песен были изменены на юмористические версии.
1-я часть
1. Сергей Никитин — Я спросил у ясеня
2. София Ротару — Научи смеяться
3. Юрий Антонов — Песня о добрых молодцах и красных девицах
4. Анжелика Варум — А снег идёт
5. Фёдор Рытиков — O sole mio
6. Пелагея — Вишня
7. Группа «Иванушки International» — Разговор со счастьем
8. Джулиана Стрейнджлав — Libertango
9. Александр Буйнов и Лайма Вайкуле — Здравствуй
10. Группа «Город 312» — Ты, только ты
11. Дуэт имени Чехова — Корзина косметики
12. «Мульт личности» — Анастасия Волочкова и Ко — Гимн брендам
13. Эльмира Калимуллина — Хабанера
14. Владимир Пресняков, Леонид Агутин, Александр Иванов и «Рондо» — Living Next Door to Alice
15. Маргарита Позоян — Снегопад
16. Сосо Павлиашвили — Ах, какая женщина!
17. «Сопрано 10» — В синем море, в белой пене
18. Борис Моисеев — Шаг вперёд и два назад
19. Группа «Фабрика» и «Академический ансамбль песни и пляски внутренних войск МВД РФ» — Два кусочека колбаски
20. Павел Пушкин и Артур Васильев — Con te partiro
21. Нюша — Выше
22. Дуэт имени Чехова — Турецкий отель. Выписка
23. «Мульт личности» — Лолита — Диета
24. Лев Лещенко и Вячеслав Добрынин — Макарена
25. SugarMamMas — I Will Survive
26. Филипп Киркоров и Валентин Юдашкин — Мани, мани
27. Ёлка — На большом воздушном шаре
28. «Любэ» и «Фонограф» — Сиреневый туман
29. ВИА Гра, Анна Седокова (не указана в титрах) и Меседа Багаудинова (не указана в титрах) — Бриллианты
30. Григорий Лепс — Водопадом
31. «Мульт личности» — Королева Великобритании Елизавета II
32. Ирина Дубцова, Полина Гагарина и Мария Воронова — На Тихорецкую
33. Методие Бужор — Свадьба
34. Кристина Орбакайте, Алсу, Денис Клявер, Стас Костюшкин — Новый год
35. Валерия — Песенка про пять минут[58]

2-я часть
1. Все звёзды — Жизнь — это Новый год
2. Елена Ваенга — Желаю
3. Дима Билан — Невозможное возможно
4. Дина Гарипова — А напоследок я скажу…
5. Надежда Бабкина и ансамбли «Русская песня», «Академический ансамбль песни и пляски имени А. В. Александрова» — Moscow
6. Евгений Кунгуров — У леса на опушке
7. София Ротару — Зима
8. Юрий Антонов — Белая метель
9. Глюк’oZa, Сати Казанова, Юлия Савичева, Юлия Ковальчук — Танцуй, Россия, и плачь, Европа…[58]
10. Иван Охлобыстин, Михаил Ефремов, Гарик Сукачёв, Дмитрий Харатьян — Три аккорда
11. Анастасия Спиридонова — Simply the Best
12. Григорий Лепс — Буль-буль-буль (Новогодний блюз)[58]
13. Serebro — Midnight Dancer
14. Дискотека «Авария» — Маленькой ёлочке
15. Севара — Je t’aime
16. Дуэт имени Чехова — Итальянский ресторан
17. «Мульт личности» — Спортсмены
18. Жанна Фриске — Tico-tico
19. Филипп Киркоров — Americano
20. Анита Цой — Gangnam Style
21. Александр Гордон и Бурановские бабушки — In The Death Car
22. Лолита — Мал-помалу
23. Леонид Агутин — Abracadabra
24. Виктория Дайнеко — Новый год
25. Денис Майданов — Stivali e colbacco
26. Gary Caos & Rico Bernasconi feat. In-Grid — Наш сосед
27. Дуэт имени Чехова — Случай в крупном книжном издательстве
28. «Мульт личности» — Александр Лукашенко
29. Маша Гойя — Були на селі
30. Эдвард Хачарян — Historia de un amor
31. Ольга Кляйн — Crazy in Love
32. Интигам и Эхтирам Рустамовы — Старый год, давай, до свидания
33. «Сопрано 10» — Мегамикс

## Новогодняя ночь на Первом — 2014
Ведущие: Алла Пугачёва, Юлия Зимина, Иван Ургант, Алла Михеева, Александр Гудков, Дмитрий Нагиев, Лариса Гузеева, Антон Привольнов, Алексей Чумаков, Тимур Родригез, Юрий Николаев, Андрей Малахов.
Слова некоторых песен были изменены на юмористические версии.
1-я часть
1. София Ротару — «Белая зима»
2. Сергей Трофимов — «Никого не будет в доме»
3. Алла Пугачёва — «Я всё расставлю на свои места»
4. Юрий Антонов — «От печали до радости»
5. Лариса Долина — «Ain't Nobody's Business[англ.]»
6. Карел Готт — «Lady Carneval»
7. Валерия — «Где ты[англ.]»
8. Филипп Киркоров и Валентин Юдашкин — «Загорелые как негры»
9. Людмила Сенчина — «Бумажный кораблик»
10. Алексей Чумаков (шоу «Один в один!», образ — Александр Серов) — «Ты меня любишь»
11. Анжелика Варум — «Memories»
12. Потап и Настя — «Вместе весело шагать»
13. Кристина Орбакайте — «Три желания»
14. Владимир Пресняков и Никита Пресняков — «Странник»
15. Сати Казанова (шоу «Один в один!», образ — Мэрилин Монро) — «I Wanna Be Loved by You»
16. Александр Олешко — «Формула счастья»
17. Людмила Соколова — «Мне нравится»
18. Гарик Сукачёв — «Долго-долго»
19. Надежда Бабкина — «Ой, снег-снежок»
20. Нюша — «Это Новый Год»
21. Лев Лещенко и Алсу — «Давай сегодня вместе»
22. Анита Цой (шоу «Один в один!», образ — Тина Тёрнер) — «Simply The Best»
23. Тимур Родригез (шоу «Один в один!», образ — Майкл Джексон) — попурри из песен «Dangerous», «Thriller», «Beat It», «You Are Not Alone»
24. Жасмин — «Нашептал мне ветер с моря»
25. Алексей Чумаков (шоу «Один в один!», образ — Любовь Успенская) — «Карусель»
26. Людмила Сенчина и Юлия Савичева — «Золушка» / «Если в сердце живёт любовь»
27. Иванушки International — «Губит людей не пиво»
28. Натали — «О Боже, какой мужчина!»
29. Любэ — «Клетки»
30. Наргиз Закирова и Ольга Кормухина — «Love Hurts»
31. Стас Михайлов — «Посланница небес»
32. Валерий Меладзе и Полина Гагарина — «Под музыку Вивальди»
33. Паулина Андреева и Константин Меладзе — «Оттепель»
34. Григорий Лепс — «Я счастливый»
35. Алла Пугачёва — «Цветок огня»

2-я часть
1. Все звёзды — «Давай пожмём друг другу руки»
2. Филипп Киркоров — «Это же жизнь»
3. Стас Михайлов и Зара — «Я буду вечно тебя любить»
4. София Ротару — «Ты самый лучший»
5. Юрий Антонов — «Белый теплоход»
6. Алла Пугачёва — «Если долго мучиться»
7. Леонид Агутин и Алёна Тойминцева — «Льдинка»
8. Елена Ваенга — «Золотая рыбка»
9. Григорий Лепс — «Брысь!»
10. Кристина Орбакайте — «Фиеста»
11. Александр Градский, Дима Билан, Леонид Агутин и Пелагея — «Мой друг (лучше всех играет блюз)»
12. Фабрика и Виктория Дайнеко — «Милый, чо!»
13. Лайма Вайкуле и Александр Буйнов — «Одеваясь по последней моде»
14. Вера Брежнева — «Хороший день»
15. Дима Билан — «Малыш»
16. Анжелика Варум — «Сумасшедшая»
17. Дискотека Авария — «Расскажи, Снегурочка»
18. Serebro — «Mi Mi Mi»
19. Филипп Киркоров — «Bella[фр.]»
20. Полина Конкина и Гела Гуралиа — «Вечная любовь»
21. Антон Беляев и Алена Тойминцева — «Hit the Road Jack»
22. Дина Гарипова — «What If»
23. Наргиз Закирова и Шарип Умханов — «Still Loving You»
24. Андрей Давидян — «Куда ты, туда и я»
25. Sugarmammas — «One Way Ticket»
26. Вадим Азарх и Антон Беляев — «Blurred Lines»
27. Ирина Дубцова и Наталья Подольская — «Chiquitita»
28. Город 312 — «Tu semplicità[итал.]»
29. Алессандро Сафина — «Parla Più Piano»
30. Юлия Савичева — «Юлия»
31. Chilly — «We Are The Popkings»
32. Army of Lovers — «Crucified»

## Новогодняя ночь на Первом — 2015
Ведущие: Александр Олешко, Ангелина Вовк, Лариса Вербицкая, Анна Шатилова, Арина Шарапова, Андрей Малахов, Дмитрий Хрусталёв, Виктор Васильев, Дмитрий Нагиев, Максим Аверин, Дмитрий Шепелев, Лариса Гузеева, Юлия Зимина, Дмитрий Дибров, Анна Павлова, Екатерина Стриженова, Юрий Николаев, Алла Михеева, Иван Ургант, Валдис Пельш, Светлана Зейналова, Марина Ким.
1-я часть
1. Александр Олешко, Ангелина Вовк, Лариса Вербицкая, Анна Шатилова, Арина Шарапова — «Новогодняя песенка»
2. Участники проекта «Голос. Дети» (Лев Аксельрод, Рагда Ханиева, Илья Бортков, Елизавета Пурис, Ираклий Инцкирвели, Арина Данилова, Кристиан Костов, Анастасия Титова) — «Happy New Year»
3. Валерий Меладзе и Ксения Дежнёва — «Новогодняя застольная»
4. Сергей Волчков, Методие Бужор, Евгений Кунгуров и Кубанский казачий хор — «Распрягайте, хлопцы, коней»
5. Лев Лещенко и Людмила Соколова — «Strangers in the night (Город в серебре)»
6. Натали (шоу «Точь-в-точь», образ — Надежда Кадышева) — «Течёт ручей»
7. Стас Пьеха и Зара — «Снег кружится»
8. 3G — «Песенка о медведях»
9. Ренат Ибрагимов (шоу «Точь-в-точь», образ — Том Джонс) — «Delilah»
10. Дина Гарипова — «Ты говоришь мне о любви (Снежинка)»
11. Иванушки Int. — «Песенка велосипедистов»
12. Севара (шоу «Точь-в-точь», образ — Роза Рымбаева) — «Любовь настала»
13. Город 312 — «Качает, качает»
14. Александр Олешко (шоу «Точь-в-точь», образ — Тынис Мяги) — «Олимпиада-80»
15. Фабрика — «Текстильный городок»
16. Участники проекта «Голос. Дети» (Лев Аксельрод, Рагда Ханиева, Илья Бортков, Елизавета Пурис, Ираклий Инцкирвели, Арина Данилова, Кристиан Костов, Анастасия Титова) — «Последняя поэма»
17. Валерий Меладзе, Тамара Гвердцители, Сосо Павлиашвили — «Арго»
18. Юрий Антонов — «Не забывай (Мечта сбывается)»
19. София Ротару — «Давай устроим лето»
20. Филипп Киркоров и театр «Ленинград Центр» — «Tous les enfants chantent avec moi»
21. Ирина Дубцова (шоу «Точь-в-точь», образ — Ирина Аллегрова) — «Угонщица»
22. Григорий Лепс — «Опять метель»
23. Ирина Аллегрова — «Новогодняя»

2-я часть
1. Александр Олешко, Андрей Малахов, Дмитрий Хрусталёв, Виктор Васильев, Дмитрий Шепелев, Лариса Гузеева, Екатерина Стриженова, Алла Михеева, Иван Ургант, Светлана Зейналова, Марина Ким — «Live is Life (Громче пой!)»
2. София Ротару — «Какая на сердце погода»
3. Надежда Бабкина, Александр Буйнов, «Русская песня» — «Rasputin»
4. Елена Ваенга — «Сердце напополам»
5. Стас Михайлов — «Под прицелом объективов»
6. Дима Билан и Александра Белякова — «Мечтатели»
7. Филипп Киркоров — «Кумир»
8. Валерия — «Я буду ждать тебя»
9. Григорий Лепс и Валерий Меладзе — «Обернитесь»
10. А-Студио — «Позвони мне, позвони»
11. Юрий Антонов — «Я вспоминаю»
12. Ани Лорак — «Оранжевые сны»
13. Любэ — «Шофёрша»
14. Валентина Бирюкова — «Арлекино»
15. Никита Пресняков (шоу «Точь-в-точь», образ — Владимир Пресняков) и Владимир Пресняков — «Стюардесса по имени Жанна»
16. Кристина Орбакайте — «Свадебная»
17. Леонид Агутин и N`evergreen — «Ай-яй-яй»
18. Ирина Дубцова и Леонид Руденко — «Летка-Енка»
19. Филипп Киркоров — «Он твоя иллюзия»
20. Дима Билан и Бурановские бабушки — «Volare»
21. Александр Градский и Александра Воробьёва — «Please forgive me»
22. Витас (шоу «Точь-в-точь», образ — Сергей Шнуров) — «Геленджик»
23. Нюша — «Наедине»
24. Гарик Сукачёв — «Страдания (Уж я к ней и так и этак)»
25. Елена Ваенга и Интарс Бусулис — «Нева»
26. Григорий Лепс — «Если хочешь, уходи»
27. Татьяна Буланова (шоу «Точь-в-точь», образ — Марыля Родович) — «Kolorowe jarmarki (Это ярмарки краски)»
28. Юрий Антонов — «Как же это так»
29. Жасмин и Валентин Юдашкин — «Деньги есть»
30. Участники проекта «Голос-3» (Ярослав Дронов, Алиса Игнатьева, Ксана Сергиенко, Александр Бон, Валентина Бирюкова, Александра Воробьёва, Интарс Бусулис, Мариам Мерабова) — «The winner takes it all»
31. Сергей Лазарев и Юлия Савичева — «Moves like Jagger»
32. Eruption — «One way ticket»
33. Юрий Гальцев (шоу «Точь-в-точь», образ — «Army of Lovers») — «Crucified»
34. Серебро — «Venus»
35. Ottawan — «Hands up»
36. Дмитрий Колдун (шоу «Точь-в-точь», образ — «Scooter») — «How Much Is the Fish?»
37. Алсу и театр «Ленинград центр» — «Get the Party Started»
38. Dschinghis Khan — «Попурри»
39. Жасмин (шоу «Точь-в-точь», образ — Далида) — «Salma ya Salama»
40. Виктория Дайнеко и Влад Соколовский — «Barbie girl»
41. Ricchi e poveri — «Sarà perché ti amo»
42. Елена Максимова и Эльмира Калимуллина — «Поднимись над суетой (Просто)»
43. Валерий Меладзе — «Ночь накануне Рождества»
44. Arabesque — «Midnight Dancer»
45. Стас Костюшкин и шоу «Иллюзио» — Blue Suede Shoes
46. Наталья Подольская (шоу «Точь-в-точь», образ — Уитни Хьюстон) — «I’m Every Woman»
47. Pupo — «Gelato al Cioccolato»
48. Илья Киреев и Ксана Сергиенко — «The Look»
49. Наталия Орейро — «Cambio dolor»
50. Глеб Матвейчук (шоу «Точь-в-точь», образ — Шура) — «Твори добро»
51. Joy — «Valerie»
52. Шарип Умханов и Пьер Эдель — «The house of the rising sun»
53. Stromae — «Ave Cesaria»
54. Антон Беляев и Элина Чага — «Научи меня летать»
55. Secret Service — «Flash in the Night»
56. Наталья Подольская, Богдан Решетник, театр «Ленинград Центр» — «Ленинград»
57. Eruption — «I can’t stand the rain»
58. Елена Максимова и участники проекта «Голос» — «Наш первый Новый год»

## Новогодняя ночь на Первом — 2016
Ведущие: Андрей Малахов, Марина Ким, Тимур Соловьёв, Юлия Зимина, Ольга Ушакова, Дильбар Файзиева, Роман Будников, Антон Привольнов, Дмитрий Дибров, Юрий Николаев, Дмитрий Шепелев, Екатерина Стриженова, Юлия Барановская, Елена Малышева, Дмитрий Нагиев, Иван Ургант, Александр Гудков, Алла Михеева, Александр Олешко, Максим Аверин, Борис Крюк, Валдис Пельш, Яна Чурикова, Светлана Зейналова, Ирина Муромцева.
На московской «Орбите» во время музыкальных номеров и вместо некоторых подводок ведущих использовались прямые включения из разных мест российской столицы (с комментариями от Яны Чуриковой) и из ГУМа, где россиян вместе с ведущими (Андрей Малахов, Александр Олешко, Валдис Пельш, Светлана Зейналова, Ирина Муромцева) поздравляли известные люди.
Часть 1
1. Голос: Сабина Мустаева, Лев Аксельрод, Арина Данилова, Матвей Семишкур, Алиса Кожикина, Михаил Смирнов, Алексей Забугин, Елизавета Пурис, Ираклий Инцкирвели, Рагда Ханиева — С Новым годом! (Сегодня мы вместе)
2. ДОстояние РЕспублики: Юрий Антонов — Я вспоминаю
3. Точь-в-точь: Лайма Вайкуле и Лолита — Белые медведи
4. Каток на ВДНХ: Марина Ким, Тимур Соловьёв, Юлия Зимина, Ольга Ушакова, Дильбар Файзиева, Роман Будников — Проснись и пой
5. ГУМ: Валерия — Новый год
6. Красная площадь (в прямом эфире на Москву): Фабрика — Белым снегом
7. ДОстояние РЕспублики: Иосиф Кобзон и Нелли Кобзон — Белый танец
8. Голос: Александр Градский, Григорий Лепс, Полина Гагарина, Баста — Living Next Door to Alice
9. Каток на ВДНХ: Елена Леонова, Андрей Хвалько, ледовый коллектив Ильи Авербуха — Ледовая симфония
10. ГУМ: Елена Ваенга — Сердце напополам
11. Точь-в-точь: Константин Меладзе и Валерий Меладзе — Мой брат
12. ДОстояние РЕспублики: Лариса Долина — Новый год
13. Голос: Участники 4 сезона проекта Голос — Последний час декабря
14. Каток на ВДНХ: Алексей Ягудин — Остров невезения
15. ДОстояние РЕспублики: София Ротару — Океан
16. Аквариум на ВДНХ: Анита Цой, Дмитрий Колдун, Зара, Шарип Умханов — Попурри
17. Точь-в-точь: Стас Михайлов — Если завтра будет солнце
18. Что? Где? Когда? — музыкальная пауза: Сергей Волчков, Дина Гарипова — Диалог у новогодней ёлки
19. Голос: Алла Пугачёва — Тянет сердце руки

Часть 2
1. Красная площадь (в прямом эфире на Москву): Ирина Аллегрова — Новогодняя
2. ДОстояние РЕспублики (на другие «Орбиты» и в повторных показах вместо песни «Новогодняя»): Ирина Аллегрова — 365 дней
3. ГУМ: Григорий Лепс — Стаканы
4. ГУМ: Вера Брежнева — Белая зима
5. ГУМ: Филипп Киркоров — Акапелла души
6. Вместе с дельфинами: Валдис Пельш, Яна Чурикова — Дельфин и русалка
7. ГУМ и Красная площадь (в прямом эфире на Москву): Дима Билан — Невозможное возможно
8. Вечерний Ургант: Михаил Галустян — Рафик
9. ДОстояние РЕспублики: Кристина Орбакайте — Ясные, светлые глаза
10. Каток на ВДНХ: Татьяна Навка, Роман Костомаров — Не отрекаются любя
11. Пусть говорят: Лев Лещенко, Вячеслав Добрынин — Честно говоря
12. Красная площадь (в прямом эфире на Москву): Дима Билан — Я просто люблю тебя
13. Пусть говорят: Жасмин — Новый год
14. Голос: Дмитрий Нагиев, Фонограф-Симфо-Джаз — Let It Snow! Let It Snow! Let It Snow!
15. ДОстояние РЕспублики: Юрий Антонов — Если любишь ты
16. ГУМ: Полина Гагарина — Миллион голосов
17. Каток на ВДНХ: Татьяна Тотьмянина, Максим Маринин — Останусь
18. ГУМ: Валерий Леонтьев — Зелёный свет
19. Красная площадь (в прямом эфире на Москву): Олег Газманов — Белый снег
20. Голос: Гарик Сукачёв, Чулпан Хаматова — Старый вальсок
21. Точь-в-точь: Стас Костюшкин в образе Эдуарда Хиля — Зима (снято для новогоднего финала от 01.01.2016)
22. Точь-в-точь (на другие «Орбиты» и в повторных показах вместо песни «Зима»): Ани Лорак в образе Mariah Carey — All I Want For Christmas Is You (снято для новогоднего финала от 01.01.2016)
23. ДОстояние РЕспублики: Анна Вески, Алексей Глызин, Людмила Сенчина, Сосо Павлиашвили, Игорь Саруханов — Радоваться жизни
24. Вечерний Ургант: Варвара Визбор — По улице моей
25. ГУМ: Леонид Агутин — Мир зелёного цвета
26. ДОстояние РЕспублики: София Ротару — Не забывай
27. Вечерний Ургант: Сергей Лазарев — Это всё она
28. Голос: Алиса Голомысова, Даниэль Улыбаев — Let’s Get Loud
29. Голос (на другие «Орбиты» и в повторных показах): Иеромонах Фотий — Per Te
30. ГУМ: Любэ, Город 312 — Monkberry Moon Delight
31. Вечерний Ургант: Нюша — Где ты, там я
32. Точь-в-точь: Максим Аверин — Гоп-стоп
33. Пусть говорят: Маша Распутина, Андрей Малахов — С Новым годом, страна!
34. Точь-в-точь: Сергей Трофимов — Сон
35. Вечерний Ургант: IOWA — Маршрутка
36. Голос: Армен Авджан, Татьяна Ширко — Ci sara
37. Точь-в-точь: Валерий Сюткин в образе Chris Norman — I’ll Meet You at Midnight (снято для новогоднего финала от 01.01.2016)
38. Точь-в-точь: Ирина Дубцова и Михаил Бублик — Скажи нет
39. ДОстояние РЕспублики: Александр Буйнов — Mi sono innamorato di mia moglie
40. ГУМ: Фабрика — Не беда
41. ДОстояние РЕспублики: Юрий Антонов — Просто пойми
42. Голос: Габриэлла — Lambada
43. Точь-в-точь: Анастасия Спиридонова и Игорь Миркурбанов — Я поднимаю свой бокал
44. Точь-в-точь: Сати Казанова, Аглая Шиловская и Людмила Соколова в образе поп-группы Arabesque — Midnight Dancer (снято для новогоднего финала от 01.01.2016)
45. Вечерний Ургант: Егор Крид — Самая-самая
46. Голос: Михаил Озеров и Елена Минина — Con te partiro
47. ГУМ: Зара — А снег идёт
48. Точь-в-точь (на другие «Орбиты» и в повторных показах): Кристина Орбакайте в образе Cyndi Lauper — Girls Just Wanna Have Fun (снято для новогоднего финала от 01.01.2016)
49. ГУМ: Дима Билан — Не молчи
50. Голос: Ольга Задонская и Иван Далматов — Nikita
51. Вечерний Ургант: Игорь Григорьев, театр Ленинград Центр — Кафе танцующих огней
52. Пусть говорят: Иванушки International — Миссис Вандербильт
53. Точь-в-точь: Елена Максимова в образе P!nk — Get the Party Started (снято для новогоднего финала от 01.01.2016)
54. Голос: Eros Ramazzotti — Cose della vita

## Новогодняя ночь на Первом — 2017
Ведущие: Лариса Гузеева, Дмитрий Нагиев, Максим Галкин, Алла Пугачёва, Алла Михеева, Иван Ургант, Андрей Малахов, Юлия Меньшова.
Часть 1
1. Лев Лещенко, Жасмин — Новый год
2. София Ротару — На семи ветрах
3. Методие Бужор, Сергей Волчков, Евгений Кунгуров — Дорогой длинною
4. Надежда Бабкина, «Русская песня» — Четыре двора
5. Сергей Лазарев — Пусть весь мир подождёт
6. Ани Лорак, Игорь Крутой — Новогодняя (из дайджеста «31 декабря. Новогоднее шоу»)
7. Иосиф Кобзон, «Республика» — Йенька
8. Юлианна Караулова — Ты не такой (из дайджеста «31 декабря. Новогоднее шоу»)
9. Филипп Киркоров — Любовь или обман
10. Елена Ваенга — Леди Ди
11. Андреа Бачелли, Зара — Время прощаться
12. Лолита — Чудо-чудное
13. Валерия — С такими, как ты
14. Григорий Лепс — Снега (из дайджеста «31 декабря. Новогоднее шоу»)
15. Ирина Аллегрова — Made in Russia
16. Участники проекта «Голос. Дети» — Agadoo
17. Алла Пугачёва — Вдвоём

Часть 2
1. Участники проекта «Голос» — Королева танца
2. София Ротару — Сколько бы зима не мела
3. Филипп Киркоров — Ксанаду
4. Ирина Аллегрова — Прими мои поздравления (из дайджеста «31 декабря. Новогоднее шоу»)
5. Стас Михайлов — Ты всё
6. Алла Пугачёва — Копеечка
7. Юрий Антонов — На улице Каштановой
8. Олег Газманов, Валерия — За минуту до снега
9. Кристина Орбакайте — Перчатки
10. Александр Панайотов, Дарья Антонюк — Ты тот, кто мне нужен
11. Леонид Агутин — Два сердца (из дайджеста «31 декабря. Новогоднее шоу»)
12. Александр и Устинья Малинины — Шоу
13. Валерий Леонтьев — Ветер-скрипач
14. Лариса Долина, Игорь Бутман — Аллилуйя, я так её люблю
15. Зара — Не со мной
16. Дима Билан — В твоей голове
17. Жасмин — Прощай, моя помада! (из дайджеста «31 декабря. Новогоднее шоу»)
18. Игорь Крутой, Анжелика Варум — Снег идёт
19. Полина Гагарина — Слово из четырёх букв
20. «Любэ» — Джет
21. Гарик Сукачёв, Иван Охлобыстин[60], Михаил Горевой, Михаил Ефремов, Александр Ф. Скляр, Дмитрий Харатьян (не указан в титрах), Василий Мищенко (не указан в титрах) — Огни играют
22. Дима Билан, Полина Гагарина, Елена Темникова и Сергей Лазарев — Waterloo
23. Вера Брежнева — Мамочка
24. Интарс Бусулис — Начнём сначала
25. «Ленинград» — В Питере — пить
26. Валерия Гехнер — Моя цыганская
27. «Secret Service» — Ten O’Clock Postman
28. Нюша — Целуй
29. «Quest Pistols Show», «Опен Кидс» — Круче всех
30. «Фабрика» — Мария, и только
31. «IOWA» — 140
32. «Время и Стекло» — Навернопотомучто
33. «Город 312» — Мексика
34. Юрий Антонов — 20 лет спустя
35. Григорий Лепс, Нико Неман, Шарип Умханов, Алина Гросу и артисты продюсерского центра Григория Лепса — Новогодняя
36. Ricchi e Poveri — Mamma Maria
37. Валерий Меладзе — Любовь и Млечный путь
38. Григорий Лепс, Юрий Антонов — У берёз и сосен
39. Сандра — Мария Магдалина
40. «Ленинград» — Экспонат
41. Михаил Житов, Татьяна Шаманина, Вадим Капустин — Can't Stop the Feeling!
42. «MBAND» — Всё исправить
43. Владимир Пресняков, Наталья Подольская — Дыши
44. Ricchi e Poveri — Acapulco
45. «Иванушки International», «Моя Мишель», Виктория Дайнеко — С Новым годом, люди!
46. «Зодиак» — Тихоокеанское время
47. «Uma2rman» — С Новым годом, страна!

## Новогодняя ночь на Первом — 2018
Ведущие: Алла Михеева, Иван Ургант, Дмитрий Нагиев, Гарик Сукачёв (в роли водителя); Тимур Соловьев и Юлианна Караулова (ведущие концерта на Красной площади).
Часть 1
1. Татьяна и Сергей Никитины — Александра
2. Григорий Лепс — Что ж ты натворила
3. Полина Гагарина — Драмы больше нет
4. Альбина Джанабаева, Валерий Меладзе, Вера Брежнева и Константин Меладзе — Спрячем слёзы от посторонних
5. Филипп Киркоров — Включаем радость
6. Арина Зенкина (Лучше всех)
7. Иосиф и Нелли Кобзон — Старый клён
8. Натали — Новогодняя
9. Зара и Аль Бано — Felicita
10. Валерий Леонтьев — Полёт на дельтаплане
11. Стас Михайлов и Елена Север — Не зови, не слышу
12. София Ротару — Белая зима
13. Юрий Антонов — Поверь в мечту
14. LOBODA — Твои Глаза

Часть 2
1. Григорий Лепс — Терминатор
2. Ани Лорак — Ты ещё любишь
3. Руки Вверх — Плачешь в темноте
4. Алла Пугачёва — Я летала
5. Егор Крид — Мало, так мало
6. Любовь Успенская — Любимый
7. Юрий Антонов — Я вспоминаю
8. Филипп Киркоров и Кристина Орбакайте — Звёздный блюз
9. Юрий Шатунов — В рождество
10. Елена Ваенга и Roberto Kel Torres — Mueve La Cintura Mulata
11. ALEKSEEV — Океанами стали
12. София Ротару — Любовь жива
13. Тамара Гвердцители и Сосо Павлиашвили — Чито-гврито
14. Artik & Asti — Неделимы
15. Ирина Аллегрова — Моя семья
16. Слава — Однажды ты
17. Стас Михайлов — Журавли летят в Китай
18. IOWA — Плохо танцевать
19. Дима Билан — Держи
20. Сергей и Татьяна Никитины — Если у вас нету тёти
21. Фабрика — Asereje
22. Лев Лещенко и Жасмин — Счастье
23. Ленинград — Буёк
24. Эмин и Владимир Кузьмин — Я не забуду тебя
25. Нюша — Тебя любить
26. Лайма Вайкуле и Интарс Бусулис — Мой муз
27. Burito — По волнам
28. Дина Гарипова и Сергей Волчков — А снег идёт
29. Валерия — Сердце разорвано
30. Ёлка — Впусти музыку
31. Гарик Сукачёв — Огни играют
32. Баста — Выпускной
33. Dan Balan и Вера Брежнева — Наше Лето
34. Филипп Киркоров — Just a Gigolo
35. Лолита — Правде в глаза
36. Любэ — Дождь и я
37. Александра Воробьёва и Методие Бужор — Let it snow
38. Стас Пьеха — Листы календаря
39. Градусы — Хочется
40. Светлана Зейналова, Валдис Пельш, Леонид Якубович — Кабы не было зимы (не указаны в титрах)
41. Школа Рецитал — Every night and every day
42. Город 312 — Снег кружится
43. Юлия Самойлова — Flame is burning
44. Валентина Бирюкова и Евгений Кунгуров — Taka Takata
45. Игорь Николаев — Исключение из правил
46. Анастасия Спиридонова и Александр Панайотов — Radio Ga Ga
47. Дарья Антонюк — Candyman
48. Юлия Барановская и Александр Гордон — Диалог у новогодней ёлки
49. Uma2rman — А знаешь, всё ещё будет
50. Яна Кошкина, Павел Прилучный, Елена Борщёва, Иосиф Пригожин, Дмитрий Дюжев, Инна Маликова, Леонид Ярмольник (Короли фанеры) — Jingle bells

Часть 3: концерт на Красной площади
1. Наталья Подольская — Зимняя
2. Селим Алахяров — Дорогой длинною
3. Денис Майданов — Снег идёт
4. Кватро — Синий иний, Потолок ледяной
5. Стас Пьеха — Я с тобой
6. Ирина Дубцова — Люби меня долго
7. Марк Тишман — Лучший город Земли
8. Маргарита Позоян — Навстречу солнцу
9. Алексей Глызин — Новогодняя песня
10. Ольга Кормухина и Алексей Белов — Moscow Calling
11. Алексей Воробьёв — Самая красивая
12. Иванушки International — Снегири
13. Денис Клявер — Давай спасём этот мир
14. Митя Фомин — Всё будет хорошо
15. MBAND — Помедленнее
16. Диана Гурцкая — Зимняя сказка
17. Юлианна Караулова — Просто так
18. Елена Максимова — Счастье внутри
19. Сосо Павлиашвили — Для тебя
20. Родион Газманов — Последний снег
21. Моя Мишель — Настя

## Новогодняя ночь на Первом — 2019
Ведущие: Игорь Кириллов, Анна Шатилова, Юрий Николаев, Иван Ургант, Дмитрий Хрусталёв, Алла Михеева, Дмитрий Нагиев, Александр Масляков, Елена Малышева, Юлия Меньшова, Максим Галкин, Дмитрий Дибров, Лариса Гузеева, Сергей Бабаев, Светлана Зейналова, Роман Будников, Анастасия Орлова, Дмитрий Борисов, Дмитрий Шепелев, Леонид Якубович.
Часть 1
1. Александр Панайотов, Дмитрий Колдун, Родион Газманов, Арцвик, Юлия Савичева, Наталья Подольская, Сати Казанова, Нодар Ревия — Добрый вечер, Москва!
2. Анна Нетребко, Юсиф Эйвазов[61], Игорь Крутой — Одна любовь
3. Валерий Меладзе и Альбина Джанабаева — Свобода или сладкий плен[61]
4. Александр Панайотов[61] — La Copa De La Vida
5. Жасмин и Татьяна Навка — Буги-вуги в Новый год (Yes Sir, I Can Boogie)[61]
6. Иосиф и Нелли Кобзон — Старый клён (повтор от 31.12.2017)
7. Тамара Гвердцители и Елена Ваенга — Девочка
8. Ани Лорак[61] — Сумасшедшая
9. Николай Расторгуев и Любэ[61] — Гололёд (памяти Евгения Осина)
10. Анастасия Спиридонова, Интарс Бусулис, Ирина Дубцова, Стас Пьеха — Новый год (Waterloo)

Часть 2
1. LOBODA — Суперзвезда[62]
2. Филипп Киркоров — Цвет настроения синий[63]
3. А-Студио — Это Москва
4. Стас Михайлов[61] — Держи меня за руку
5. Полина Гагарина — Меланхолия
6. Григорий Лепс и Emin — Розы
7. Кристина Орбакайте — Я не грущу и не жалею
8. Дима Билан и Polina — Пьяная любовь
9. Ёлка[61] — Домой
10. Валерий Леонтьев — Мы спасены
11. Алла Пугачёва — Я летала (повтор от 01.01.2018)
12. Вера Брежнева[61] — Ты мой человек
13. Юрий Антонов — Дорога к морю
14. Любовь Успенская — Цыганская
15. Валерия, Леонид Агутин и Владимир Пресняков-младший — 5:0
16. Григорий Лепс[61] — Два Колумба
17. Олег и Родион Газмановы — Никогда не проси
18. Юлианна Караулова[61] — Маячки
19. Лев Лещенко и Дина Гарипова — Улетело лето
20. София Ротару — Белая зима (повтор от 31.12.2017)
21. Баста[63] и Непоседы — Сансара
22. Алсу — Не молчи
23. Филипп Киркоров и Ани Лорак — Your Disco Needs You
24. Ирина Аллегрова и Вячеслав Фетисов — Часовщик
25. Валерий Сюткин и Город 312 — Московский бит
26. Монеточка — Каждый раз[63]
27. Александр и Устинья Малинины[63] — Новый хит
28. Вера Брежнева и Елена Север — Зла не держи

Часть 3
1. Юрий Антонов — На улице Каштановой
2. Фабрика — Какао
3. Валерия и Егор Крид — Часики
4. Лолита — Шампанское
5. Гарик Сукачёв[61] — Падает снег (Tombe La Neige)
6. Елена Темникова — Не модные
7. Евгения Медведева и Кристиан Костов — Beautiful Mess
8. Градусы — Она
9. LOBODA — Твои глаза (повтор от 31.12.2017)
10. Дарья Антонюк и Ксана Сергиенко — Survivor
11. Диана Гурцкая — Сказки
12. Алексей Воробьёв и Виктория Дайнеко — С Новым годом, мой ЛЧ!
13. ЮрКисс и ВладиМир — Будем вместе
14. Зара — У любви свои законы
15. Ленинград[63] — Антидепрессанты
16. #2Маши — Босая
17. Юрий Антонов — Гороскоп на Новый год

## Новогодняя ночь на Первом — 2020
Ведущие: Валдис Пельш, Яна Чурикова, Ирина Пудова, Дмитрий Дибров, Максим Галкин, Дмитрий Нагиев, Лариса Гузеева, Дмитрий Борисов, Марина Ким, Светлана Зейналова, Дмитрий Шепелев, Жанна Бадоева, Дмитрий Хрусталёв, Алла Михеева, Иван Ургант, Юлия Барановская, Леонид Якубович, Елена Малышева, Екатерина Стриженова, Анатолий Кузичев, Александр Гордон, Юлия Меньшова, Юрий Николаев.
Часть 1
1. София Ротару — Музыка моей любви[64] (или "Московские окна")
2. Григорий Лепс и Эмин — Аперитив
3. Сергей Лазарев — Я не боюсь
4. Кристина Орбакайте — Она
5. Artik & Asti — Грустный дэнс
6. Лев Лещенко — Новогодняя
7. Витас и Сергей Полунин[64] — За ней
8. Жасмин и Татьяна Навка — Пусть настанет наш год! (Pasadena)[64]
9. Валерий Меладзе — Чего ты хочешь от меня?
10. Валерия — Нет шанса
11. Руки Вверх! и Лолита — Она меня целует
12. Dschinghis Khan — Moskau
13. Юлианна Караулова и Дмитрий Маликов[64] — Синяя песня
14. Фабрика — Кабы не было зимы
15. Дима Билан — Про белые розы
16. LOBODA — Пуля-дура
17. Филипп Киркоров и Zivert — Life
18. Вера Брежнева — Время летать
19. Игорь Крутой и Димаш Кудайберген — Любовь, похожая на сон
20. Алла Пугачёва — Звезда (из к/ф «Тот самый концерт»)

Часть 2
1. София Ротару — Сердце ты моё
2. Григорий Лепс и Тимати — С чистого листа
3. Полина Гагарина — Смотри
4. Тамара Гвердцители и Стас Михайлов — Давай разлуке запретим
5. Ани Лорак — Мы нарушаем
6. Егор Крид — Сердцеедка
7. LOBODA — Новый Рим
8. Валерий Сюткин и Uma2rman — 7000 над землёй
9. Ёлка[64] — На малютке-планете
10. Филипп Киркоров — Стеснение пропало
11. Любовь Успенская и CYGO — Panda E
12. Альбина Джанабаева и Валерий Меладзе — Актриса
13. Олег Газманов — Отбой
14. Интарс Бусулис, Вахтанг, Дмитрий Колдун, Анита Цой, Юлия Михальчик, Мари Карне и Ладислав Бубнар — Олимпиада-80
15. Эмин — Первый снег
16. Анжелика Варум и Леонид Агутин — Авторское кино
17. Любэ — Станция Таганская
18. Стас Михайлов — Я в твоей голове
19. Елена Ваенга — Цветы
20. Александр Малинин — Сизокрылая
21. Зара и Жерар Депардьё — Paroles…Paroles
22. Интарс Бусулис и Анастасия Спиридонова — Лучший Новый Год
23. Елена Север и Александр Маршал — Между нами война
24. Лариса Долина — Доказательство
25. Город 312, Виктория Дайненко и Александр Панайотов — Новогодняя ночь (Stumblin' In)
26. Участники 8 сезона проекта Голос (Антон Токарев, Валерия Миронова, Феликс Котло, Эмили Купер, Филипп Лебедев, Рагда Ханиева, Егор Мускат, Елизавета Шалуба) — Московские окна

Часть 3. Концерт с ВДНХ
(ведущие: Родион Газманов и Ирина Пудова)
1. Инна Маликова и Новые Самоцветы — Новогодние игрушки
2. Хор Турецкого — Звенит январская вьюга
3. Ирина, Сандра и Сосо Павлиашвили — Мы встретимся
4. Алексей Глызин — Поздний вечер в Сорренто
5. Марк Тишман — Звёзды декаданса
6. Ирина Дубцова — Не целуешь
7. Сопрано — Пять минут
8. Алексей Воробьев и Пётр Дранга — Сумасшедшая
9. Анна Плетнёва — Белая
10. Витас — Танцуем медленно
11. ВИА Гра — ЛюбоЛь
12. Александр Панайотов — Исключительно твой
13. Юлия Савичева — Любовь найдёт
14. MBAND — Гори
15. Диана Гурцкая и Глеб Матвейчук — Это была любовь
16. Анита Цой — Неисправимая
17. Игорь Саруханов — С Новым годом!
18. Согдиана — Лови
19. Анастасия Спиридонова — 100 раз
20. Земляне — Поверь в мечту
21. Наргиз — Мама
22. Александр Шоуа — Снег кружится
23. Родион Газманов — Маяк
24. Маша Вебер — Потом
25. T-killah — Синяя
26. Ольга Кормухина — Космическая
27. Дмитрий Колдун — Город больших огней
28. Александр Олешко и Домисолька — С Новым годом!

## Новогодняя ночь на Первом — 2021
Ведущие: Максим Галкин, Дмитрий Нагиев, Лариса Гузеева, Дмитрий Борисов, Жанна Бадоева, Алла Михеева, Иван Ургант.
Часть 1: Новогодний маскарад
1. Владимир Винокур — Ария мистера Икс
2. Artik & Asti — Девочка, танцуй
3. Стас Михайлов — Я буду очень тебя беречь
4. Алёна Свиридова (образ: Наталья Варлей) — Песенка о медведях
5. Полина Гагарина — Зима
6. Niletto — Любимка
7. Дарья Антонюк (образ: Бонни Тайлер) — Holding Out for a Hero
8. Александр Олешко (образ: Эдуард Хиль) — Зима
9. Вера Брежнева — Сестра
10. Александр Панайотов (образ: Джордж Майкл) — Last Christmas
11. Ая, Глеб Матвейчук (образы: Марыля Родович, Валерий Леонтьев) — Разноцветные ярмарки
12. Ани Лорак — Твоей любимой
13. Фабрика (образ: Arabesque) — Midnight Dancer
14. Анастасия Макеева (образ: София Ротару) — Хуторянка
15. Любовь Успенская и Максим Аверин — Я милого узнаю по походке
16. Ирина Дубцова (образ: Мэрайя Кэри) — All I Want For Christmas Is You
17. Григорий Лепс — Не забывшая меня
18. Анастасия Спиридонова (образ: Ирина Аллегрова) — Младший лейтенант
19. Филипп Киркоров — Романы
20. LOBODA — moLOko
21. Все участники в образах звёзд — Happy New Year

Часть 2: Лучшее за 25 лет (телеканал показал в эфире музыкальные номера из предыдущих выпусков «Новогодней ночи на Первом»)
1. Алла Пугачёва — Мне нравится (1998)
2. Специальный номер: Little Big — Uno (2020)
3. Лолита, Ирина Аллегрова — Рюмка водки на столе (2012)
4. Григорий Лепс — Терминатор (2018)
5. София Ротару — Дожди (2007)
6. Филипп Киркоров — Уходило лето (1998)
7. LOBODA — Твои глаза (2018)
8. Юрий Антонов — Я вспоминаю (2009)
9. Владимир Пресняков, Кристина Орбакайте — Эхо любви (1998)
10. Валерий Леонтьев — Зелёный свет (2016)
11. Жанна Фриске, Вера Брежнева — Звенит январская вьюга (2011)
12. Тамара Гвердцители, Сосо Павлиашвили — Чито-гврито (2018)
13. Филипп Киркоров, Валентин Юдашкин, Дима Билан — Блю канари (2012)
14. Дмитрий Маликов, Анжелика Варум — Листья жёлтые (1998)
15. «Мумий Тролль» — С новым годом, крошка! (1999)
16. Марыля Родович, Александр Малинин — Разноцветные ярмарки (1998)
17. Баста, «Непоседы» — Сансара (2019)
18. Стинг — Fragile (2011)
19. Земфира — Ромашки (2000)
20. Михаил Боярский, Людмила Гурченко — Сон воспоминаний (2008)
21. Филипп Киркоров, Zivert — Life (2020)
22. Валерий Меладзе, Наталья Варлей — Ямайка (1997)
23. Сергей Никитин, Татьяна Никитина — Если у вас нету тёти (2018)
24. Гару, Даниэль Лавуа, Патрик Фьори — Belle (2011)
25. Владимир Пресняков — Стюардесса по имени Жанна (2000)
26. Юлия Началова — Tomorrow Never Dies (1999)
27. «Песняры» — Вологда (2000)
28. Александр Градский, Леонид Агутин, Пелагея, Дима Билан — Мой друг (лучше всех играет блюз) (2014)
29. Тони Брэкстон — Unbreak my heart (2011)
30. «Любэ» — Губит людей не пиво (2007)
31. «Чайф» — Аргентина — Ямайка 5:0 (2000)
32. Валерий Меладзе, Григорий Лепс — Обернитесь (2015)
33. Кабаре-дуэт «Академия» — Moskau (1998)
34. Иосиф и Нелли Кобзон — Старый клён (2018)
35. «А-Студио» — Позвони мне, позвони (2015)
36. «Белый орёл» — Потому что нельзя быть на свете красивой такой (1999)
37. «Сплин» — Орбит без сахара (2000)
38. Крис Норман, Наташа Королёва — Stumblin’ In (1998)
39. Андрей Кивинов, Юрий Кузнецов, Александр Лыков, Алексей Нилов, Сергей Селин, Александр Половцев, Михаил Трухин — Позови меня с собой (1999)
40. LOBODA — Суперзвезда (2019)
41. Татьяна Буланова — Нежность (1997)
42. «Воскресение» — Hotel California (1999)
43. Алёна Свиридова — Розовый фламинго (2000)
44. Филипп Киркоров — Livin' la vida loca (2001)
45. Жанна Фриске, Валерий Леонтьев, Николай Цискаридзе — Короли ночной Вероны (2005)
46. Алла Пугачёва, Кристина Орбакайте — Опять метель (2008)
47. Лайма Вайкуле — Лунный камень (1997)
48. Наталья Подольская, Полина Гагарина — Fever (2012)
49. Лев Лещенко, Алёна Свиридова — Манчестер и Ливерпуль (1998)
50. «Ленинград» — Экспонат (2017)
51. «Иванушки Интернешнл» — Тополиный пух (2000)
52. Валерия — Маленький принц (1997)
53. Дима Билан, Сергей Лазарев, Полина Гагарина, Елена Темникова — Ватерлоо (2017)
54. Елена Ваенга, Дмитрий Харатьян — Курю (2011)
55. Наргиз Закирова, Шарип Умханов — Still Loving You (2014)
56. Стас Михайлов — Очарована, околдована… (2012)
57. «ВИА Гра» — Лей, дождь мечты (2007)
58. Элтон Джон — Sacrifice (2011)
59. Глюкоза, Евгений Плющенко — Ой-ой (2005)
60. Гарик Сукачёв — Ольга (2000)
61. Жанна Фриске — Одна снежинка (2007)
62. Борис Гребенщиков — Город золотой (2000)
63. Олег Газманов, Лолита — Felicita (2001)
64. Игорь Крутой, Димаш Кудайберген — Любовь, похожая на сон (2020)
65. Леонид Агутин — Песенка шофёра (1996)
66. Альбина Джанабаева, Валерий Меладзе, Вера Брежнева, Константин Меладзе — Спрячем слёзы от посторонних (2018)
67. Людмила Гурченко — Московские окна (1997)
68. Валерий Меладзе, Михаил Боярский, Иосиф Кобзон — Sex Bomb (2004)
69. Жасмин, Татьяна Навка — Буги-вуги в Новый год (2019)
70. Владимир Кузьмин — Abracadabra (1999)
71. Жанна Агузарова — А снег идёт (1997)
72. «Алиса» — Всё в наших руках (2000)
73. Гарик Сукачёв — Я милого узнаю по походке (1996)
74. «Фабрика» — Гадалка (2006)
75. Александр Розенбаум — Ау (1999)
76. Наталия Орейро — Cambio dolor (2015)
77. Валерий Леонтьев — Вечная любовь (2001)
78. Валерия, Егор Крид — Часики (2019)
79. Максим Аверин — Гоп-стоп (2016)
80. София Ротару — Лесной олень (2008)
81. «Baba Yaga» — Back in the USSR (1999)
82. Николай Фоменко — Песня про зайцев (2007)
83. Патрисия Каас — Попурри (2003)
84. Николай Расторгуев — Есть только миг (1998)
85. Алла Пугачёва — Я летала (2018)
86. Антон Беляев, Алёна Тойминцева — Hit the Road Jack (2014)
87. «Агата Кристи» — Как на войне (2000)
88. Наташа Королёва, Николай Фоменко — Помоги мне (1997)
89. «Машина времени» — Поворот (2000)
90. Дмитрий Маликов, Наталья Ветлицкая — Какая странная судьба (1997)
91. Лиз Митчелл, «Boney M», Александр Буйнов — Rasputin (1998)
92. Александр Розенбаум, Григорий Лепс — Заходите к нам на огонёк (2012)
93. «Roxette» — The Look (2011)
94. Валерий Леонтьев — Hafanana (1998)
95. Константин Никольский — Музыкант (2000)
96. Глория Гейнор, Лариса Долина — I Will Survive (1998)
97. Жанна Агузарова — Верю я (2000)
98. Муслим Магомаев — My Way (1999)
99. Все участники — Надежда (1998)
100. Алла Пугачёва — На Тихорецкую состав отправится (1998)

## Новогодняя ночь на Первом. 30 лет спустя — 2022
Ведущие: Максим Галкин, Жанна Бадоева, Иван Ургант, Дмитрий Нагиев.
Часть 1:
1. Богдан Титомир — Делай как я (1991)
2. София Ротару — Хуторянка (1992)
3. А-Студио и Батырхан Шукенов — Солдат любви (1993)
4. Алёна Свиридова — Розовый фламинго (1994)
5. Вадим Казаченко — Ах, какая женщина… (1995)
6. Лариса Долина — Погода в доме (1996)
7. Белый орёл — Потому что нельзя быть красивой такой (1997)
8. Филипп Киркоров — Единственная моя (1998[a])
9. Алсу — Зимний сон (1999)
10. Шура — Твори добро (2000)
11. Маша Распутина — Играй, музыкант (1991[b])
12. Максим Леонидов — Виденье (1997)
13. Любовь Успенская — Пропадаю я (1997)
14. Олег Газманов — Есаул (1991)
15. Татьяна Буланова — Ясный мой свет (1996)
16. Игорь Николаев — Выпьем за любовь (1995)
17. Валерия — Самолёт (1995)
18. Валерий Леонтьев — Казанова (1993)
19. Любэ — Комбат (1995)

Часть 2:
1. Дискотека Авария — Новогодняя (1999)
2. Григорий Лепс — Рюмка водки на столе (1995)
3. Валерий Меладзе — Сэра (1994[c])
4. Лада Дэнс — Жить нужно в кайф (1992)
5. Владимир Пресняков — Стюардесса по имени Жанна (1992)
6. Анжелика Варум — Городок (1993)
7. Дюна — Коммунальная квартира (1996)
8. Руки Вверх! — Крошка моя (1998)
9. Кристина Орбакайте — Позови меня с собой (1997)
10. Чайф — Аргентина-Ямайка (1999)
11. Витас — Опера № 2 (2000)
12. Наташа Королёва — Маленькая страна (1996)
13. Кай Метов — Position № 2 (1993)
14. Филипп Киркоров — Атлантида (1991)
15. Иванушки International — Тополиный пух (1998)
16. Лолита — Ту-ту-ту (1998)[d]
17. Леонид Агутин — Хоп Хей Лала-Лей (1994)
18. Дмитрий Маликов — Звезда моя далёкая (1998)
19. Ева Польна — Беги от меня (1999)
20. Технология — Нажми на кнопку (1991)
21. Линда — Мало огня (1994)
22. Би-2 — Полковнику никто не пишет (2000)
23. Сплин — Орбит без сахара (1999)

## Новогодняя ночь на Первом. 20 лет спустя — 2023
Ведущие: Лариса Гузеева, Валдис Пельш, Вадим Галыгин, Телек, Максим Аверин, Дмитрий Хрусталёв, Анна Щербакова, Екатерина Березовская, Тимур Соловьёв, Светлана Зейналова.
Часть 1:
1. Олег Газманов — Белый снег (2002)
2. Валерия — Часики (2003)
3. Филипп Киркоров — Я за тебя умру (2001)
4. Фантастика: Миранда (Александра Воробьёва) — На берегу неба (2004)
5. Сергей Трофимов — Московская песня (2007)
6. Нюша — Выбирать чудо (2010)
7. Фантастика: Кот (Артём Миньков) — Районы-кварталы (2004)
8. Ева Польна — Лучшее в тебе (2005)
9. Дмитрий Маликов — С чистого листа (2005)
10. Uma2rman ― Прасковья (2003)
11. Фантастика: Триггер (Ив Набиев), Сталкер (Александр Панайотов), Фантом (Дмитрий Колдун), Александра Ребенок — Belle (2002)
12. Айдамир Мугу — Чёрные глаза (2005)
13. Номер памяти: Юрий Шатунов — Детство (2002)
14. Любэ — Давай за[69] (2002)

Часть 2:
1. Специальный номер: Shaman — Я русский (2022)[69]
2. Леонид Агутин и Владимир Пресняков — Аэропорты (2006)
3. Елена Ваенга — Курю (2008)
4. Григорий Лепс — Вьюга (2006)
5. Лолита — Пошлю его на… (2005)
6. Олег Газманов — Сделан в СССР[70] (2005)
7. МакSим — Знаешь ли ты (2006)
8. Анонс художественного фильма «Вызов»[71] и специальный номер: Юлия Пересильд — Эхо любви
9. Маша Распутина и Филипп Киркоров — Роза чайная (2003)
10. Фантастика: Роза Марковна Кляк (Юлианна Караулова) — Ла-ла-ла[69] (2004)
11. Стас Михайлов — Всё для тебя (2006)
12. Слава — Одиночество (2010)
13. Дима Билан — Невозможное возможно (2006)
14. Фантастика: Эхо (MIA BOYKA) — Мой мармеладный (2003)
15. Город 312 — Останусь (2005)
16. Руки вверх! — 18 мне уже (2001)
17. Вячеслав Бутусов — Девушка по городу (2004)
18. Глюкоза — Невеста (2003)
19. Фантастика: Бутон (Иван Чебанов) — Сука-любовь (2000[e])
20. Игорь Николаев и Игорь Крутой — Мой друг (2001)
21. Uma2rman — Ночной дозор (2004)
22. Специальный номер: Полина Гагарина — Кукушка[69] (2015)
23. Николай Воронов — Белая стрекоза любви (2009)
24. Фабрика — Рыбка (2004)
25. Корни и Александр Асташёнок (не указан в титрах) — 25-й этаж (2005)
26. Фантастика: Сирена (Дарья Антонюк) — Песня № 1 (2007)
27. Александр Ф. Скляр — Метро (2001)
28. Дискотека Авария — Небо (2003)
29. Фантастика: Катюша (Полина Гагарина) — Нас не догонят (2001)
30. Юлия Савичева — Если в сердце живёт любовь (2005)
31. Иванушки International — Снегири (2000)
32. Жасмин — Головоломка (2002)
33. Фантастика: Няш (Сергей Жуков) — Алёшка (2000)
34. Рондо — Московская осень (2000)
35. Блестящие и Юлия Ковальчук (не указана в титрах) — За четыре моря (2002)
36. Фантастика: Птица (Юлия Савичева) — Аэропорт (2010)
37. Филипп Киркоров — Полетели (2006)

## Новогодняя ночь на Первом. 10 лет спустя — 2024
Ведущие: Лариса Гузеева, Яна Чурикова, Максим Аверин, Екатерина Березовская, Валдис Пельш, Вадим Галыгин, Светлана Зейналова, Тимур Соловьёв, Дмитрий Хрусталёв, Юлианна Караулова.
Часть 1:
1. Григорий Лепс — Самый лучший день (2011)
2. Полина Гагарина — Шагай (2014)
3. Стас Михайлов — Только ты (2011[f])
4. Валерия — Океаны (2016)
5. Специальный номер: Лев Лещенко и участник шоу «Голос. 60+» Евгений Стругальский — Крутится, вертится шар голубой (2018)
6. Лариса Долина — Стена (2011[g])
7. Emin — Я лучше всех живу (2014[h])
8. Ани Лорак — Забирай рай (2013)
9. Юрий Антонов — Любимая (2020[i])
10. Кристина Орбакайте — Пьяная вишня (2018)
11. Алексей Воробьёв — Сумасшедшая (2015)
12. Леонид Агутин — Включите свет (2020)
13. Елена Ваенга — Шопен (2011[j])
14. Любэ — За тебя, Родина-мать (2014)

Часть 2:
1. Олег Газманов — Вперёд, Россия![73] (2015)
2. Shaman — Встанем (2022)
3. Специальный номер: Юлия Пересильд — Эхо любви (в конце номера появляются Олег Новицкий, Антон Шкаплеров и Клим Шипенко)
4. Полина Гагарина — Спектакль окончен (2012)
5. Ани Лорак и Григорий Лепс — Зеркала (2013)
6. Руки Вверх! — Когда мы были молодыми (2016)
7. Любовь Успенская — По полюшку (2020)
8. Ленинград — Экспонат (2016)
9. Хабиб — Ягода-малинка (2021[k])
10. Юлианна Караулова — Ты не такой (2015)
11. Баста — Выпускной (Медлячок) (2017[l])
12. Слава — Однажды ты (2017)
13. Владимир Пресняков-мл. — Всё нормально (2021)
14. Полина Гагарина — Драмы больше нет (2017)
15. Егор Крид — Самая-самая (2014)
16. Zivert — Life (2018)
17. Стас Михайлов — Под прицелом объективов (2014)
18. Специальный номер: участница шоу «Голос. Дети» Ярослава Дегтярёва — Кукушка (2016)
19. Аким Апачев и Дарья Фрей — Пливе кача (2022)
20. Специальный номер: Shaman, Пелагея[74] — Не для меня придёт весна (2014)
21. IOWA — Маршрутка (2014)
22. Султан-Ураган и Мурат Тхагалетов — На дискотеку (2013)
23. Ёлка — На большом воздушном шаре (2011)
24. Специальный номер: участник шоу «Голос. Дети» Мирон Проворов — Батарейка / Friends (2021)
25. 2Маши — Босая (2017)[75]
26. Burito — Мама (2015)
27. Бьянка — Я не отступлю (2014)
28. Jony — Комета (2019)
29. Специальный номер: участница шоу «Голос. Дети» Елизавета Трофимова — Я скучаю по тебе (2021)
30. Наталья Подольская, Владимир Пресняков — Кислород (2013)
31. Клава Кока — Покинула чат (2021[m])
32. Dabro — Юность (2020)
33. Люся Чеботина — Солнце Монако (2021)
34. Баста — Сансара (2019[n])
35. МакSим — Золотыми рыбками (2015)
36. Александр Маршал — Мы вернёмся домой (2017)
37. Специальный номер: участница шоу «Голос» Дина Гарипова — Ты на свете есть (2012)
38. Дима Билан[76] — Про белые розы (2019)
39. Нюша — Цунами (2014)
40. Александр Панайотов — Миллионы (2020)
41. RASA — Пчеловод (2019)
42. Ваня Дмитриенко — Венера-Юпитер (2021)
43. Мари Краймбрери — Океан (2020)
44. Сергей Лазарев — В самое сердце (2013)
45. Специальный номер: участница шоу «Голос. Дети» Арина Данилова — Может быть, может быть, может быть (2014)
46. Cream Soda — Плачу на техно (2020)
47. Специальный номер: участница шоу «Голос» Тина Кузнецова — Ваня (2013)
48. Специальный номер: участники шоу «Голос» Олег Аккуратов и Фантине Притула — В лесу родилась ёлочка / Пусть идёт снег (2020)
49. Виктория Дайнеко — Сотри его из memory (2012[o])
50. Григорий Лепс — Водопадом (2012)
51. Специальный номер: участница шоу «Голос» Александра Воробьёва — Люстра (2014)
52. Олег и Родион Газмановы — С Новым годом! (2020[p])

Из программы вырезаны песни «Снег», «Индиго» и «Цвет настроения синий», которые должен был исполнить Филипп Киркоров, а также песня «На Титанике», которую должна была исполнять Лолита, из-за участия артистов в «голой вечеринке» Ивлеевой незадолго до новогодних праздников.

## Новогодняя ночь на Первом. 30 лет вместе — 2025
Ведущие: Лариса Гузеева, Максим Аверин, Яна Чурикова, Валдис Пельш, Константин Панюшкин, Екатерина Березовская, Александр Смол, Екатерина Стриженова, Вадим Галыгин, Юлианна Караулова, Светлана Зейналова, Тимур Соловьёв, Александр Олешко, Нонна Гришаева, Александр Гордон, Юлия Барановская, Дмитрий Борисов, Ирина Муромцева, Анна Шатилова, Леонид Якубович, Дмитрий Хрусталёв, Полина Воробьёва, Арина Шарапова, Елена Малышева, Евгений Кривцов, Ирина Куксенкова.
Часть 1:
1. Григорий Лепс — Самый лучший день (2024)
2. Дискотека Авария — Новогодняя (2022)
3. Леонид Агутин и Владимир Пресняков — Аэропорты (2023)
4. Алсу — Зимний сон (2022)
5. Владимир Кузьмин — Симона (2000)
6. Иосиф и Нелли Кобзон — Старый клён (2018)
7. Алёна Свиридова — Розовый фламинго (2022)
8. Юрий Антонов и Игорь Николаев — Море (2011)
9. Иванушки International — Тополиный пух (2022)
10. Анжелика Варум — Ля-ля-фа (2000)
11. Shaman — Я русский (2023)
12. Николай Расторгуев и Сергей Безруков — Берёзы (2004)
13. Олег и Родион Газмановы — Люси (2000)
14. Маша Распутина — Играй, музыкант (2022)
15. Песняры — Берёзовый сок (2000)
16. Любовь Успенская — Пропадаю я (2022)
17. Валерий Леонтьев — Зелёный свет (2016)
18. Юлианна Караулова — Ты не такой (2024)
19. Дмитрий Певцов и Зара — Я тебя никогда не забуду (2011)
20. Дима Билан, Филипп Киркоров и Валентин Юдашкин — Blue Canary (2012)
21. Стас Михайлов — Всё для тебя (2023)
22. Алсу и Лев Лещенко — Снег кружится (2002)
23. Дмитрий Маликов — С чистого листа (2023)
24. Людмила Зыкина и Татьяна Буланова — Нежность (2000)
25. Хабиб — Ягода-малинка (2024)
26. Валерия — Самолёт (2022)
27. Дима Билан — Невозможное возможно (2013)
28. Иванушки International — Снегири (2023)
29. Слава — Одиночество (2023)
30. Ирина Аллегрова и Александр Буйнов — Сиреневый туман (2011)
31. Николай Расторгуев и актёры т/с «Спецназ» (Владислав Галкин, Владимир Турчинский, Алексей Кравченко, Игорь Лифанов) — Давай за! (2003)
32. Маша Распутина и Филипп Киркоров — Роза чайная (2023)
33. Юрий Антонов — Зеркало (2012)
34. Фабрика — Рыбка (2023)
35. Стас Михайлов — Очарована, околдована (2012)
36. Наташа Королёва и Игорь Николаев — Дельфин и русалка (2000)
37. Валерий Леонтьев — Полёт на дельтаплане (2018)
38. Анжелика Варум — Городок (2022)
39. Александр Малинин — Поручик Голицын (2000)
40. Лариса Долина — Погода в доме (2022)
41. Григорий Лепс — Терминатор (2018)
42. Елена Ваенга — Шопен (2024)
43. Любэ — За тебя, Родина-мать (2024)
44. Полина Гагарина — Кукушка (2023)
45. ST — Дай ему сил[80] (2025)

Часть 2:
1. Николай Расторгуев, Григорий Лепс и Shaman — Нам нужна одна победа[81][80] (2025)
2. Татьяна Куртукова — Матушка (2025)
3. Андрей Губин — Зима-холода (2000)
4. Дима Билан и Мари Краймбрери — It’s My Life[81] (2025)
5. Владимир Пресняков — Стюардесса по имени Жанна (2000)
6. Елена Ваенга — Курю (2023)
7. Баста — Выпускной (2018)
8. Ирина Аллегрова и Лолита — Рюмка водки на столе (2012)
9. Юрий Антонов — Я вспоминаю (2018)
10. Artik & Asti — Грустный дэнс (2020)
11. Михаил Боярский и Людмила Гурченко — Сон воспоминаний (2008)
12. Руки Вверх! — Крошка моя (2022)
13. Жанна Фриске — Одна снежинка (2007)
14. Филипп Киркоров и Zivert — Life (2020)
15. Николай Расторгуев, Григорий Лепс и Shaman — С чего начинается Родина[81] (2025)
16. Полина Гагарина — Драмы больше нет (2024)
17. Леонид Агутин и Анжелика Варум — Февраль (2003)
18. Ленинград — Экспонат (2017)
19. Баста и Непоседы — Сансара (2019)
20. Люся Чеботина — Солнце Монако (2024)
21. Юрий Шатунов — Детство (2023)[q]
22. Лолита — Пошлю его на… (2006)
23. Uma2rman ― Прасковья (2023)
24. Юлия Пересильд — Эхо любви (2023)
25. Песняры — Вологда (2000)
26. Глюк’oZa — Невеста (2004)
27. Чайф — Аргентина — Ямайка 5:0 (2000)
28. Олег Газманов — Вперёд, Россия! (2024)
29. Shaman и Григорий Лепс — Настоящий мужчина[81] (2025)
30. Наташа Королёва — Позвони мне, позвони… (1999)
31. Витас — Опера № 2 (2022)
32. Дмитрий Нагиев и Жанна Фриске — Звуки самбы (2008)
33. Город 312 — Останусь (2023)
34. Белый орёл — Потому что нельзя быть красивой такой (1999)
35. Линда — Мало огня (2022)
36. Лев Лещенко, Вячеслав Добрынин и Дискотека Авария — Прощай (2012)
37. Татьяна Буланова — Ясный мой свет (2022)
38. Александр Иванов и Екатерина Гусева — Я постелю тебе под ноги небо (2011)
39. Егор Крид — Самая-самая (2024)
40. Александр Градский, Дима Билан, Леонид Агутин и Пелагея — Мой друг (лучше всех играет блюз) (2014)
41. Ева Польна — Беги от меня (2022)
42. Олег Газманов — Есаул (2022)
43. Глюк’oZa, Сати Казанова, Юлия Савичева, Юлия Ковальчук — Танцуй, Россия, и плачь, Европа… (2013)
44. Гарик Сукачёв — Ольга (2000)
45. Serebro — Мама Люба (2012)
46. Дмитрий Маликов — До завтра (2000)
47. Юлия Савичева — Если в сердце живёт любовь (2023)
48. Фабрика — Гадалка (2006)
49. Григорий Лепс — Вьюга (2023)
50. Тамара Гвердцители и Сосо Павлиашвили — Чито-гврито (2018)
51. Эмин и Владимир Кузьмин — Я не забуду тебя (2020)
52. МакSим — Знаешь ли ты (2023)
53. Алексей Глызин и Александр Буйнов — Не волнуйтесь, тётя (2002)
54. Полина Гагарина — Спектакль окончен (2024)
55. Uma2rman — Ночной дозор (2023)
56. Жанна Агузарова — Верю я (2000)
57. Игорь Николаев и Игорь Крутой — Мой друг (2023)
58. Маша и Медведи — Любочка (1999)
59. Филипп Киркоров — Цвет настроения синий (2019)
60. Валерия и Егор Крид — Часики (2019)
61. Нюша — Цунами (2024)
62. Корни и Александр Асташёнок — 25-й этаж (2023)
63. Валерий Леонтьев, Жанна Фриске и Николай Цискаридзе — Короли ночной Вероны (2005)
64. Zivert — Мутки (2025)
65. Николай Воронов — Белая стрекоза любви (2023)
66. Жасмин и Татьяна Навка — Буги-вуги в Новый год (2019)
67. Вячеслав Бутусов — Девушка по городу (2023)
68. Полина Гагарина — Нагадай[81] (2025)
69. Любэ — Комбат (2022)
70. Мирон Проворов — Батарейка / Friends (2024)
71. Лада Дэнс — Жить нужно в кайф (2022)
72. Александр Ф. Скляр — Метро (2023)
73. Seville — Гармония (2025)
74. Виктория Дайнеко и Гарик Харламов — Драма (2009)
75. Ирина Аллегрова — Новогодняя (2016)
76. Юрий Антонов — Белый теплоход (2014)
77. Елена Ваенга — Золотая рыбка (2014)
78. Аким Апачев — Жди меня (2025)
79. Валерий Сюткин и Город 312 — Московский бит (2019)
80. Bearwolf — Один в поле воин (2025)
81. Вадим Казаченко — Ах, какая женщина… (2022)
82. А-Студио и Батырхан Шукенов — Солдат любви (2022)
83. Дина Гарипова и Сергей Волчков — А снег идёт (2018)
84. Руки Вверх! — Студент 2024[81] (2025)
85. Григорий Лепс и Александр Розенбаум — Заходите к нам на огонёк (2012)
86. Минаева — Шоколадка (2025)
87. Кай Метов — Position № 2 (2022)
88. Игорь Крутой и Димаш Кудайберген — Любовь, похожая на сон (2020)
89. IOWA — Маршрутка (2024)
90. Женя Трофимов — Самолёты[81] (2025)
91. Олег Газманов и ансамбль «Золотое кольцо» — Выйду на улицу (2002)
92. Niletto, Олег Майами и Лёша Свик — Громче города (2025)
93. Мари Краймбрери — Океан (2024)
94. Полина Гагарина — Миллион голосов (2016)
95. Shaman — Встанем (2024)

### Комментарии
1. ↑  На самом деле данная песня была выпущена в 1996 году, а впервые исполнена Киркоровым — в 1997 году
2. ↑  На самом деле данная песня была выпущена в 1988 году
3. ↑  На самом деле данная песня была выпущена в 1995 году[66]
4. ↑  Роль Александра Цекало в данном номере исполнил Дмитрий Красилов[67]
5. ↑  На самом деле данная песня была выпущена в 1999 году
6. ↑  Песня была выпущена в 2010 году
7. ↑  Песня была выпущена в 1999 году
8. ↑  На самом деле данная песня была выпущена в 2013 году
9. ↑  На самом деле данная песня была выпущена в 2021 году
10. ↑  Песня была выпущена в 2009 году
11. ↑  Песня была выпущена в 2020 году
12. ↑  На самом деле данная песня была выпущена в 2016 году
13. ↑  Песня была выпущена в 2020 году
14. ↑  На самом деле данная песня была выпущена в 2017 году
15. ↑  На самом деле данная песня была выпущена в 2011 году[77]
16. ↑  На самом деле данная песня была выпущена в 2022 году
17. ↑  Номер памяти Юрия Шатунова